# Battaglia di Singapore
La battaglia di Singapore fu il momento conclusivo e decisivo della campagna di Malesia, combattuta nel teatro bellico del Sud-Est Asiatico durante la seconda guerra mondiale dall'8 dicembre 1941 al 15 febbraio 1942. L'ultima fase della campagna (la effettiva battaglia di Singapore) ebbe inizio l'8 febbraio 1942 (con l'attacco giapponese da nord attraverso lo stretto di Johore) e terminò il 15 febbraio con la resa totale delle forze britanniche e alleate e la vittoria completa dell'esercito giapponese. Combattuta subito dopo l'attacco giapponese su Pearl Harbor e il conseguente inizio della guerra del Pacifico, la campagna di Malesia e la battaglia di Singapore erano parte della grande offensiva combinata aereo-navale-terrestre scatenata dall'Impero del Sol Levante contemporaneamente in direzione delle Filippine, delle Indie olandesi e della Birmania.
La battaglia di Singapore rappresentò una catastrofica sconfitta morale, politica e strategica per l'Impero britannico, la più pesante della seconda guerra mondiale, e, secondo le parole dello stesso Winston Churchill, costituì il disastro più grave e la più grande capitolazione della storia britannica.

## Situazione strategica
(Sir Thomas Shenton, Governatore di Singapore)

### Alla conquista della "Grande Asia Orientale"

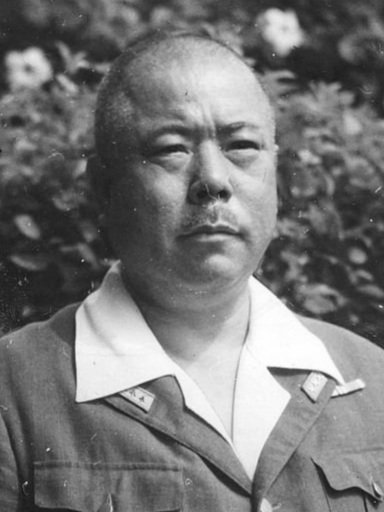
Il generale Tomoyuki Yamashita, il comandante in capo delle forze giapponesi in Malesia.

La pianificazione giapponese, in previsione di una grande guerra globale contro le potenze europee imperiali, prevedeva un attacco preliminare di sorpresa alla Flotta statunitense del Pacifico che era minacciosamente dislocata dal 1940 nelle Hawaii, per neutralizzarne le capacità di intervento offensivo verso il Sud-Est Asiatico. Ottenuto questo primo obiettivo, le forze imperiali giapponesi avrebbero attaccato contemporaneamente, fidando su una netta superiorità aerea e navale, i possedimenti strategici americani delle Filippine, olandesi nelle Indie orientali e britannici in Malesia e Birmania. Lo scopo strategico-politico di queste complesse operazioni combinate consisteva in primo luogo nella conquista di territori estremamente ricchi di materie prime fondamentali per lo sforzo bellico del Giappone (petrolio del Borneo, gomma e stagno della Malesia) ed inoltre nella costituzione della cosiddetta "Sfera di co-prosperità della Grande Asia orientale", organismo ideato anche per mascherare a scopi propagandistici nei confronti delle popolazioni locali l'occupazione giapponese, che avrebbe dovuto essere potenzialmente autosufficiente e invulnerabile ad eventuali tentativi di controffensiva anglosassoni.
L'offensiva generale prevedeva una serie di operazioni coordinate cronologicamente e territorialmente in modo che ogni nuova conquista offrisse opportunità strategiche per successive avanzate. A questo scopo, dopo il riuscito attacco di Pearl Harbor, le due offensive iniziali furono quindi portate sulle Filippine e sulla Malesia, considerati punti di appoggio strategici per la successiva invasione dell'Indonesia e per l'attacco via terra alla Birmania. Le forze armate imperiali giapponesi, esaltate dalla propaganda e persuase della propria invincibilità, erano pronte ad eseguire questi grandi compiti e nella nazione era diffuso un patriottismo di massa ed un'approvazione quasi generale alla guerra contro le potenze occidentali, mistificata come una naturale missione di dominio in Asia per instaurare un'era di pace e serenità sotto la guida dell'Impero del Sol Levante.

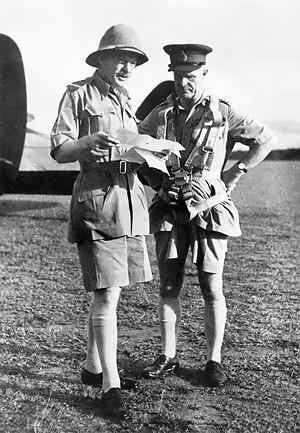
LAir Chief Marshall Robert Brooke-Popham (a sinistra), il comandante in capo dell'Estremo Oriente, discute con il generale Archibald Wavell, futuro comandante dello stato maggiore combinato dell'ABDA.

Dopo aver preso nel 1919, su impulso dell'ammiraglio John Jellicoe, la decisione di costituire a Singapore una grande base navale da trasformare nel pilastro del potere dell'Impero britannico nel sud est asiatico e nella stazione principale in cui radunare la flotta in caso di complicazioni belliche, il governo di Londra aveva incontrato grandi difficoltà ad attivare in tempi brevi questo programma in primo luogo per i contrasti tra gli alti capi militari sulle scelte riguardo alla strategia da adottare per proteggere la nuova base. Dopo le polemiche tra il generale Hugh Trenchard, il primo capo della RAF, favorevole ad affidare la difesa soprattutto alle forze aeree, e l'ammiraglio David Beatty, convinto del ruolo decisivo delle corazzate e delle batterie di cannoni pesanti costieri, sostanzialmente venne data la preferenza al potenziamento delle difese fisse sull'isola e vennero quindi progettate grandi postazioni di fuoco di artiglieria nelle località di Changri e Faber dove sarebbero stati posizionati potenti cannoni da 381 mm orientati a respingere un possibile attacco via mare di una eventuale flotta nemica.
Negli anni trenta vari specialisti militari iniziarono a mettere in evidenza un possibile pericolo per la base navale di Singapore, che era stata costruita sulla costa settentrionale dell'isola nello stretto di Johore, da parte di un nemico proveniente da nord dopo un'avanzata terrestre lungo la penisola di Malacca. Nel 1938 il comandante in capo del momento, generale William Dobbie, condivideva questi timori e diede inizio alla costruzione di una serie di fortificazioni campali nello Johore, a nord dello stretto. Alla vigilia della seconda guerra mondiale vennero quindi inviate due brigate di fanteria indiana e venne predisposto un piano di potenziamento dei campi di aviazione. Nel 1940 il nuovo comandante, generale Lionel Bond, affermò che la protezione di Singapore dipendeva dalla difesa della penisola malese e richiese tre divisioni di fanteria e 500 aerei moderni, ma la catastrofica situazione della Gran Bretagna dopo la caduta della Francia e la minaccia di una invasione tedesca, impedirono di attivare questo programma. Nel 1940-41 giunsero a Singapore altre sei brigate di fanteria ma le forze aeree rimasero antiquate e molto ridotte di numero rispetto ai piani che prevedevano la necessità di 336 aerei moderni.
Il mancato potenziamento delle difese di Singapore discese dalle difficoltà militari oggettive della Gran Bretagna, ma anche dalle decisioni prese da Winston Churchill e dai capi politico-militari britannici che preferirono potenziare le difese metropolitane e soprattutto rafforzare continuamente, con truppe, materiali e aerei moderni, lo scacchiere del Nord-Africa, ritenuto molto più importante del teatro del Sud-Est asiatico. Queste decisioni derivarono anche dalla sottovalutazione della minaccia giapponese e dalla convinzione della superiorità delle limitate forze imperiali nei confronti di un avversario orientale, ritenuto debole e antiquato. Questo convincimento era condiviso, fino alla vigilia della guerra, anche dai capi militari britannici presenti sul posto; anche il governatore civile, sir Shenton Thomas, manteneva piena fiducia sulla solidità delle difese di Singapore e manifestava grande ottimismo.

### Invasione della Malesia
La conquista della Malesia e della grande base imperiale di Singapore venne affidata dallo Stato maggiore Imperiale alla XXV Armata dell'Esercito Imperiale giapponese (Dai-Nippon Teikoku Rikugun, letteralmente "Esercito del più grande Impero giapponese" o semplicemente anche Kogun, Esercito dell'Imperatore) guidata dall'energico e attivo generale Tomoyuki Yamashita, costituita da due esperte divisioni di fanteria (la 5ª Divisione fanteria e la 18ª Divisione fanteria) e dalla divisione della Guardia Imperiale, stazionate nell'isola di Hainan e in Cocincina e appartenenti al Gruppo d'armate meridionale (Nanpo gun) del maresciallo Hisaichi Terauchi.

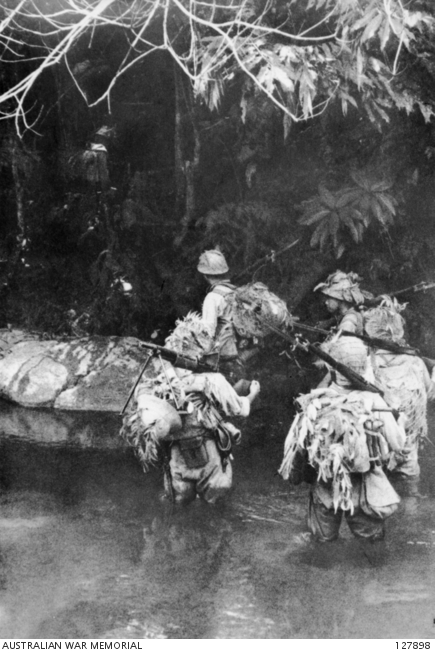
Soldati giapponesi superano un corso d'acqua.

Si trattava di un complesso omogeneo, molto ben addestrato alla guerra nella giungla, fortemente motivato, ma di non eccezionale consistenza numerica (circa 35 000 uomini di prima linea, con altri 30 000 in supporto); rafforzato però da un cospicuo contingente di carri armati (circa 210 mezzi, impiegati prevalentemente come massa d'urto in appoggio della fanteria) e soprattutto dalle notevoli forze aeree dell'Esercito e della Marina (circa 560 aerei moderni da caccia, bombardamento e attacco anti-nave), posizionati negli aerodromi in Indocina, che avrebbero ottenuto subito una netta e decisiva superiorità sui velivoli anglosassoni. La 2ª Flotta giapponese dell'ammiraglio Kondo (costituita da due incrociatori da battaglia veloci classe Kongo e da numerosi incrociatori, cacciatorpediniere e naviglio minore ma non da portaerei, tutte impegnate nelle Hawaii) avrebbe garantito la sicurezza dei trasporti truppe e conquistato la superiorità navale nelle acque del Mar Cinese meridionale.

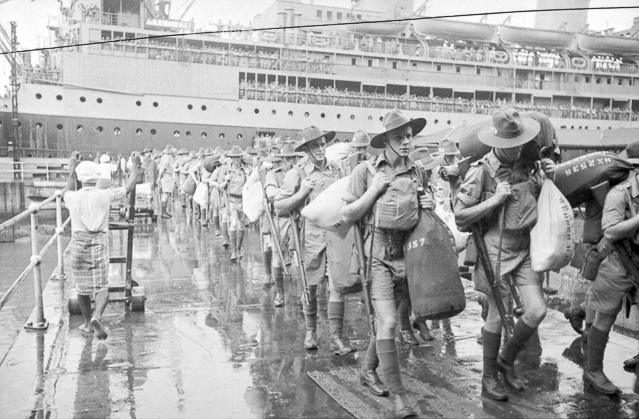
Truppe australiane sbarcano a Singapore

Da parte britannica, la difesa della penisola malese che sbarrava l'accesso da settentrione alla grande base imperiale di Singapore era stata affidata alle truppe del Malaya Command sotto il comando del generale Arthur Percival, a sua volta dipendente dal Comando dell'Estremo Oriente guidato dal Air Chief Marshall Robert Brooke-Popham. Costituito inizialmente in prevalenza da truppe indiane non molto preparate, questo raggruppamento di forze era stato rinforzato prima dell'inizio della guerra da una divisione di fanteria australiana. Nel complesso le forze britanniche erano numerose, oltre 88 000 soldati, ma disomogenee e prive di mezzi corazzati; le forze aeree disponibili, al comando del Air Vice-Marshall Conway Walter Pulford, erano inizialmente molto scarse, solo 141 aerei da combattimento, e tecnicamente inferiori a quelle giapponesi. Inoltre la dislocazione di queste truppe era errata; a causa delle difficoltà del terreno con le sue alte montagne centrali e la fitta giungla attraversata solo da poche strade principali, i reparti indiani e australiani erano stati sparpagliati lungo le coste orientale e occidentale della Malacca e in parte frazionate per difendere i numerosi aeroporti costruiti.
Gli alti comandi britannici avevano previsto in caso di invasione giapponese di attivare il "piano Matador" per avanzare in Thailandia e prevenire gli invasori, ma difficoltà organizzative e indecisioni politico-militari impedirono la tempestiva attuazione del progetto. Quindi le truppe del generale Yamashita poterono sbarcare senza opposizione fin 8 dicembre 1941 a Singora e Patani (5ª Divisione fanteria), nella parte thailandese dell'istmo di Krah, ed a Kota Bharu (18ª Divisione fanteria) in territorio malese; contemporaneamente la divisione della Guardia imperiale avanzava via terra dalla Thailandia. L'attacco giapponese ebbe pieno successo ed il 10 dicembre le truppe nipponiche della 5ª Divisione fanteria, avanzando da Singora, avevano già superato il confine e raggiunto la costa occidentale della penisola di Malacca e iniziavano a discendere verso sud nella regione del Kedah.
Le truppe giapponesi del generale Yamashita mostrarono subito una netta superiorità tattica sul nemico; impiegando efficaci tattiche di infiltrazione nella giungla e piccoli sbarchi diversivi lungo la costa, le forze nipponiche superarono gli sbarramenti costituiti lungo le due strade costiere dai britannici. Inoltre l'armata nipponica disponeva della netta superiorità aerea, mentre sul mare, dopo la catastrofe di Kuan Tan, la Royal Navy aveva abbandonato le acque malesi per ripiegare nell'Oceano Indiano. In queste condizioni le truppe giapponesi della 5ª Divisione fanteria prima sconfissero la posizione difensiva anglo-indiana di Jitra, impiegando anche carri armati e artiglieria; quindi aggirarono con una manovra da Patani la linea sul fiume Perak che il generale Percival sperava di poter difendere, infine superarono la linea di Kampar con uno sbarco dal mare effettuato con numerose piccole imbarcazioni requisite sul posto.

### I giapponesi alle porte di Singapore
All'inizio del gennaio 1942 le forze britanniche furono costrette a ripiegare, dopo aver abbandonato grandi depositi di equipaggiamenti, sulla linea del fiume Slim che copriva gli importanti campi di aviazione di Kuala Lampur; le forze giapponesi, molto motivate e ben addestrate, si rafforzarono durante la difficile avanzata nella giungla, effettuata con mezzi limitati, catturando e utilizzando i notevoli materiali e mezzi abbandonati intatti dal nemico. In particolare i problemi di trasporto furono superati dall'ufficiale di stato maggiore, l'energico colonnello Hondo, impiegando gli autocarri catturati che permisero di motorizzare completamente le divisioni di punta dell'armata e di integrare le biciclette, utilizzate ampiamente dalla fanteria nipponica lungo le strade costiere.

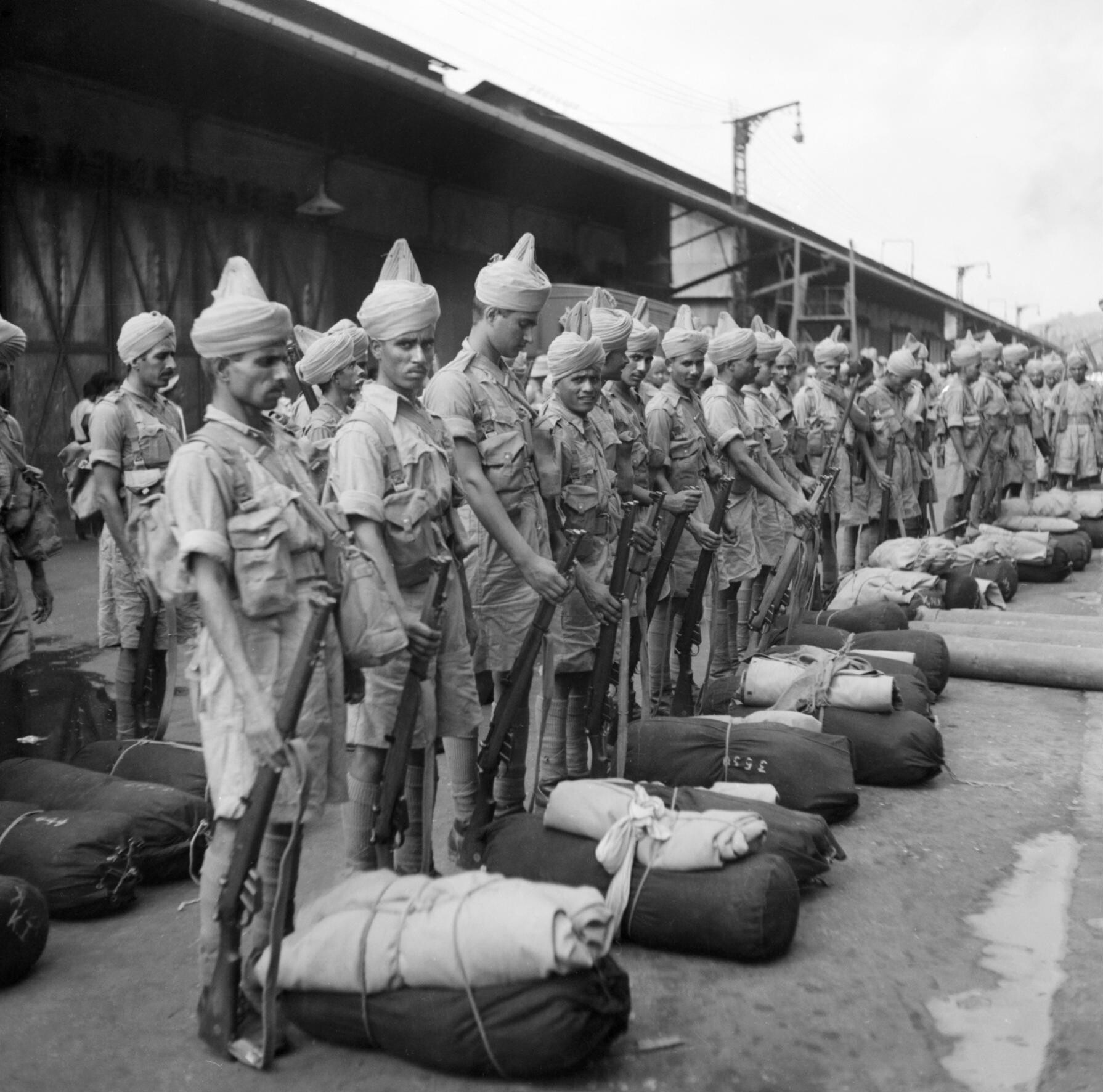
Truppe indiane appena arrivate in Malesia.

Il comando britannico dell'Estremo Oriente guidato, dopo la destituzione del Air Chief Marshall Brooke-Popham il 27 dicembre, prima dal generale Henry Pownall e quindi dal generale Archibald Wavell (nominato capo dell'ABDA con quartier generale a Giava), sembrava deciso a difendere la punta della Malacca e coprire Singapore. Era previsto, in rinforzo alle forze del generale Percival, l'arrivo di squadriglie di caccia Hurricane, di una divisione di fanteria britannica dalla metropoli e di due nuove brigate anglo-indiane; effettivamente un gruppo di cinquanta caccia Hurricane arrivò a Singapore il 14 gennaio, il 3 gennaio arrivò una brigata indiana, il 22 gennaio una seconda brigata indiana, mentre il 29 gennaio sbarcò il grosso della 18ª Divisione fanteria britannica, reduce da tre mesi di navigazione in alto mare. Ma proprio in quello stesso giorno il generale Percival era stato costretto ad ordinare alle sue forze di ripiegare sull'isola di Singapore, abbandonando la resistenza nella penisola malese.

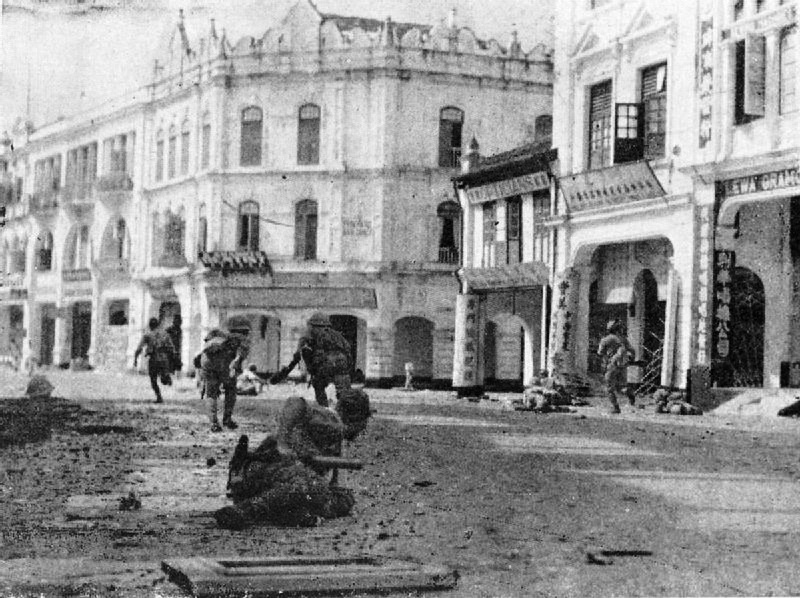
Truppe giapponesi in azione nel centro di Kuala Lampur.

Nella notte dell'8 gennaio le truppe giapponesi della 5ª Divisione fanteria in avanzata sulla costa occidentale, supportate da un gruppo di carri armati, erano riuscite a superare la linea difensiva sul fiume Slim ed a raggiungere il ponte stradale sul fiume, isolando a nord del corso d'acqua il grosso delle forze anglo-indiane che quindi dovettero ripiegare in fretta subendo pesanti perdite. Il generale Wavell, giunto a Singapore, apprese la notizia del disastro sul fiume Slim e ordinò un ripiegamento generale dalla Malesia centrale verso lo Johore; quindi Kuala Lampur venne abbandonata l'11 gennaio e la gola di Tempin il 13 gennaio. Nel frattempo i giapponesi della 18ª Divisione fanteria stavano avanzando sulla costiera orientale e Kuan Tan era stata occupata già il 6 gennaio.
Giunto nello Johore, il generale Yamashita poté concentrare le sue divisioni e avanzare sfruttando la sviluppata rete stradale presente nella regione; nonostante la tenace resistenza degli australiani a Gemas e Segamet, la Guardia imperiale giapponese riuscì a superare le difese degli anglo-indiani sul fiume Muar, costringendo il nemico ad un nuovo ripiegamento verso l'ultima linea difensiva sulla punta della Malacca da Batu Pahat a Mersing. Il 27 gennaio anche questa linea difensiva venne attaccata in forze ed il generale Percival decise di ripiegare oltre lo stretto di Johore nell'isola di Singapore, eventualità già prevista dal pessimista generale Wavell e comunicata a Churchill ed agli stati maggiori britannici a Londra.
La difficoltosa ritirata su Singapore venne effettuata attraverso la diga che collegava l'isola alla Malacca e venne completata con successo la mattina del 31 gennaio; l'ultimo reparto britannico a ripiegare, i 250 soldati superstiti del 2º battaglione Argyll and Sutherland Highlanders, attraversarono al suono delle cornamuse la diga che subito dopo venne fatta saltare in aria. In 54 giorni, al costo di soli 4 600 perdite, i giapponesi avevano occupato l'intera penisola malese ed ora erano in vista del loro obiettivo principale, mentre le forze britanniche avevano subito la perdita di 25 000 uomini, principalmente prigionieri, ed ora erano ammassati sull'isola di Singapore, le cui difese apparivano totalmente inadeguate.

## Le forze in campo
Fin dal 16 gennaio Winston Churchill aveva appreso da un realistico messaggio del generale Wavell che le prospettive di difendere con successo Singapore non erano molto buone e che le sue difese erano gravemente carenti; il Primo Ministro venne a conoscenza che le artiglierie pesanti da 381 mm delle batterie costiere Changri e Faber erano praticamente inutilizzabili verso il lato di terra, che la costa settentrionale dell'isola e la base navale erano prive di fortificazioni, che non esistevano fossati anticarro, né campi di mine nello stretto di Johore, né ostacoli campali nella giungla. La difesa della grande base imperiale essendo stata affidata, secondo i piani prebellici, alle difese terrestri nella Malacca, dopo la caduta della penisola malese, Singapore era quasi sguarnita sul lato di terra. Di fronte a queste notizie, Churchill, dopo aver manifestato tutto il suo disappunto e la sua delusione, considerò la possibilità di una rinuncia a continuare la battaglia per salvaguardare le truppe e dirottare i rinforzi previsti, in arrivo dalla metropoli, verso la Birmania o Giava. Questi piani tuttavia incontrarono la netta disapprovazione del primo ministro australiano John Curtin che richiese fortemente la difesa ad oltranza di Singapore, considerata uno sbarramento decisivo a protezione dell'Australia. Di fronte alle proteste di uno dei più importanti dominions dell'impero e anche per considerazioni di prestigio e propaganda, Churchill decise quindi di continuare la difesa di Singapore, trasformata in una dimostrazione dell'orgoglio e della risolutezza britannica. L'isola sarebbe stata difesa ad oltranza senza ipotizzare una resa o una ritirata.

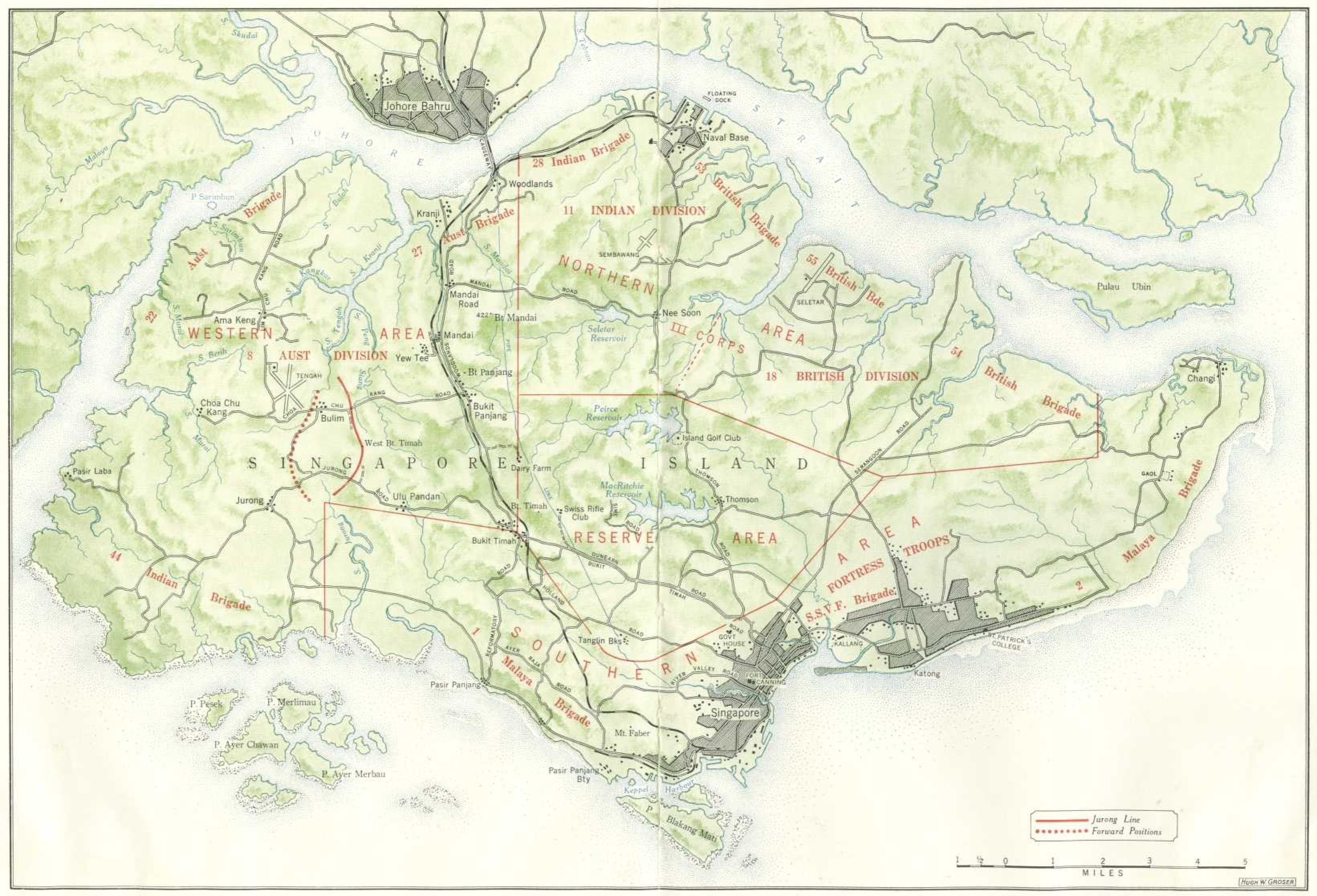
Carta dell'isola di Singapore.

La situazione a Singapore era però ormai molto critica; sottoposta a pesanti bombardamenti aerei da parte dell'aviazione giapponese, la città era sovrastata da una nera cappa di fuliggine sollevata dalle grandi nubi di fumo provenienti dai deposti di carburante della base navale e dei depositi Shell di Kranji incendiati dal fuoco dell'artiglieria giapponese su ordine del generale Yamashita; gli uragani che si abbattevano quotidianamente facevano ricadere a terra una pioggia nera che impregnava cose e persone. L'artiglieria giapponese poteva colpire ogni area dell'isola e della città e molti quartieri erano stati distrutti, le precarie abitazioni indigene erano in macerie; le strade erano cosparse di rovine, c'era mancanza di acqua, i cadaveri rimanevano abbandonati lungo le vie, odori nauseanti si diffondevano nella città, provenienti dall'incendio, dal cedimento del sistema di raccolta dei rifiuti e dalle grandi riserve di alcolici e liquori (oltre cinque milioni di galloni) fatte disperdere dal governatore nel sistema fognario per evitare che cadessero in mano del nemico, di soldati sbandati o della popolazione indigena.

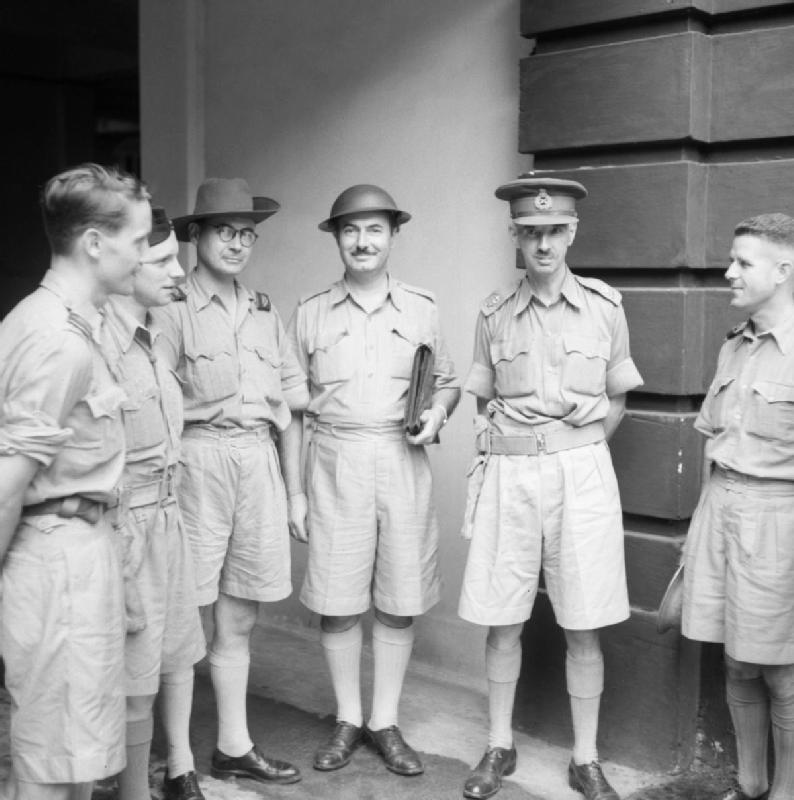
Il comandante in capo britannico, generale Arthur Percival, secondo da destra, incontra alcuni corrispondenti di guerra alla vigilia dell'attacco a Singapore.

Il comando britannico si attendeva l'attacco principale sulla parte nord-orientale dell'isola dove era stato schierato il 3º Corpo d'armata anglo-indiano del generale Lewis Heath con la 11ª Divisione indiana del generale Berthold Key, in cui erano confluiti i resti della 9ª Divisione indiana distrutta in Malesia, e la 18ª Divisione fanteria britannica del generale Menton Beckwith-Smith con tre brigate, da poco arrivata in colonia e ancora in parte disorganizzata dopo il lungo viaggio. Considerando la regione a ovest della diga di Johore una zona inadatta a grandi manovre offensive, il generale Arthur Percival aveva affidato la difesa di questo settore principalmente alle due brigate della 8ª Divisione australiana del generale Gordon Bennett, indebolita e scarsamente coesa dopo le precedenti battaglie, e alla inesperta 44ª Brigata indiana. Inoltre un attacco diversivo sull'isola Urbin a nord della punta orientale di Changri da parte di reparti della Guardia imperiale giapponese il 7 febbraio, contribuì ad ingannare il generale Percival che ancora il mattino dell'8 febbraio comunicò al generale Archibald Wavell che il concentramento nemico principale era a nord della base navale. La costa meridionale dell'isola era affidata al generale Frank Keith Simmons che disponeva di due brigate di fanteria malese e di un corpo di volontari. Il generale Percival disponeva ancora nonostante le perdite di circa 85 000 soldati, di cui 70 000 di truppe combattenti, organizzati in 38 battaglioni di fanteria - 17 indiani, 13 britannici, sei australiani e due malesi - tre battaglioni di mitraglieri, nove reggimenti di artiglieria, tre reggimenti anticarro e 152 cannoni antiaerei. Riserve di viveri per tre mesi erano stati raccolti nei depositi di Bukit Timah, Changi e Keppel Harbour, mentre 17 milioni di galloni di acqua erano disponibili nelle grandi riserve Peirce e MacRitchie al centro dell'isola.
L'artiglieria giapponese schierata sulla punta dello Johore poteva ora bersagliare gli aeroporti dell'isola a Tengah, Seletar e Sembawang e quindi il 2 febbraio il generale Percival decise, in accordo con il comandante delle forze aeree, Air Vice-Marshall Conway Walter Pulford, di evacuare la massa degli aerei da combattimento a Sumatra; in questo modo la difesa aerea di Singapore rimase affidata solo ad un piccolo gruppo di caccia Hurricane basati a Kallang, assolutamente non in grado di contrastare la netta superiorità aerea giapponese.

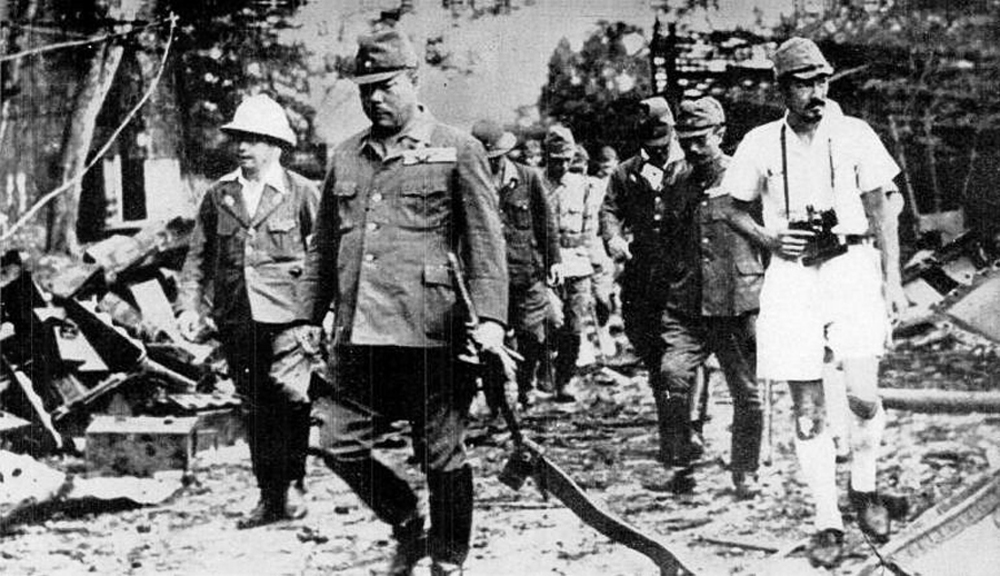
Il generale Tomoyuki Yamashita, a sinistra, ed il capo di stato maggiore Sosaku Suzuki.

Il 6 febbraio il generale Yamashita comunicò ai suoi subordinati il suo piano di battaglia per l'attacco a Singapore; l'azione avrebbe avuto inizio nella serata dell'8 febbraio con lo sbarco della 5ª Divisione fanteria del generale Takuro Matsui e della 18ª Divisione fanteria del generale Renya Mutaguchi ad ovest della diga di Johore in una zona quasi impraticabile ricca di mangrovie e piante rampicanti. Dopo aver raggiunto una posizione solida le truppe avrebbero prima occupato l'aeroporto di Tengah e quindi sarebbero avanzate verso i villaggi di Bukit Panjang e Bukit Timah. Un attacco secondario sarebbe stato sferrato dalla divisione della Guardia Imperiale del generale Takuma Nishimura nel settore della diga di Johore per occupare il villaggio di Mandai e quindi deviare verso est e aggirare la grande base navale britannica situata sulla costa nord-orientale dell'isola.
Dopo aver ottenuto questi obiettivi il generale Yamashita intendeva avanzare subito verso l'importante collina di Bukit Timah e quindi occupare le riserve di acqua dolce situate al centro dell'isola, Peirce, MacRitchie e Seletar, la cui conquista, secondo il generale nipponico, avrebbe costretto il comando britannico ad arrendersi a causa anche della mancanza d'acqua potabile, dopo l'interruzione delle condutture che passavano per lo stretto di Johore, per rifornire le sue truppe e la numerosa popolazione civile confluita a Singapore. Il piano del generale Yamashita venne aspramente criticato per motivi di orgoglio di corpo dal generale Nishimura che lamentò la missione secondaria assegnata ai suoi soldati della Guardia imperiale. Tra i due generali già in precedenza si erano verificate incomprensioni dovute, secondo il generale Yamashita, alla scarsa aderenza agli ordini del comandante della Guardia ed anche del comandante della 5ª Divisione fanteria, generale Matsui, che era costata dure perdite a Gemas e aveva ritardato l'avanzata finale su Singapore. Anche un tentativo del generale Sosaku Suzuki, capo di stato maggiore dell'armata, di comporre la conflittualità non ottenne risultati. Yamashita ingnorò le proteste del generale Nishimura e proseguì nei suoi piani dopo aver stabilito il suo posto di comando nel palazzo del sultano dello Johore a Bukit Serene, da cui era perfettamente visibile la parte settentrionale dell'isola.

## La battaglia
(Il generale Yamashita, comandante in capo della XXV Armata giapponese, rivolto al generale Percival, comandante delle forze britanniche di Singapore, durante i colloqui di resa il 15 febbraio 1942.)

### Sbarco sull'isola

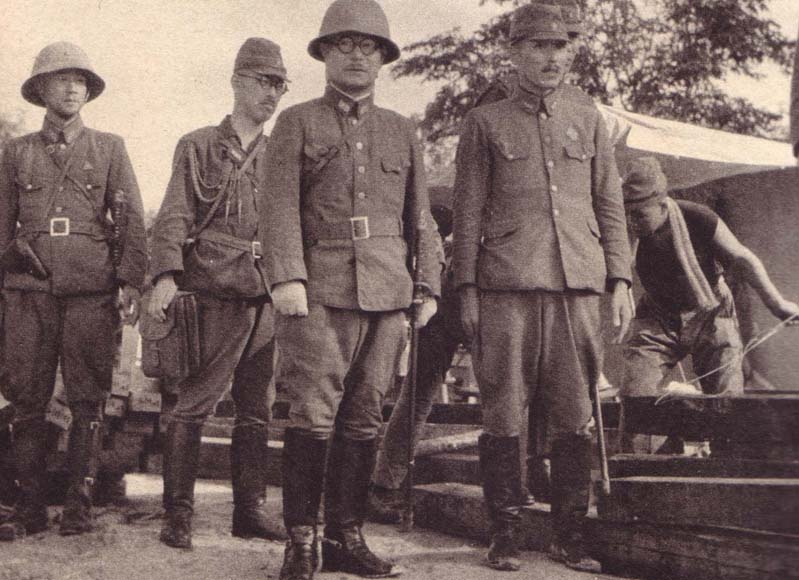
Il generale Takuro Matsui, comandante della 5ª Divisione fanteria, con il suo stato maggiore durante l'avanzata in Malesia.

Le truppe giapponesi, dopo la lunga avanzata vittoriosa nella penisola malese e dopo aver raggiunto lo stretto di Johore, erano estremamente motivate e con il morale altissimo; riuscirono ad attraversare le acque ed a sbarcare con successo nella parte ovest dell'isola sorprendendo ancora una volta le composite forze britanniche del generale Percival. Secondo i piani del generale Yamashita l'attraversamento dello stretto di Johore avrebbe dovuto avere luogo il 7 febbraio con l'obiettivo di conquistare Singapore entro l'11 febbraio, il kigensetsu, il "Giorno della Fondazione" dell'Impero, ma difficoltà nel trasporto dei materiali e delle barche attraverso la giungla fino ai ricoveri nascosti lungo le rive dei piccoli fiume Skudai, Malayu e Perepat, dove erano già radunate le imbarcazioni a motore corazzate, costrinsero ad un rinvio di 24 ore. Ulteriori difficoltà sorsero il mattino dell'8 febbraio durante la fase di imbarco dei soldati della 5ª e della 18ª Divisione fanteria; alcune barche si rovesciarono e andarono persi armi e materiali; infine alle ore 20:30 le prime 150 imbarcazioni sbucarono dalla foce del fiume Skudai e comparvero nello stretto di Johore, pronte a iniziare la traversata.
Dall'alba dell'8 febbraio l'artiglieria giapponese aveva iniziato un pesante bombardamento delle posizioni nemiche sulla costa settentrionale dell'isola, il fuoco continuò, con un breve intervallo alle ore 12:50, per 15 ore di seguito e colpì in particolare la 22ª Brigata australiana, la Dalforce (un reparto di volontari cinesi) e la 44ª Brigata indiana, schierate sulla costa ad occidente della diga distrutta. Le truppe britanniche erano ampiamente disperse nel terreno ondulato e riparate dal sottobosco e dalle piante di mangrovie e non subirono perdite elevate; tuttavia la loro situazione divenne difficile con il passare delle ore, per l'interruzione delle comunicazioni e dei collegamenti tra i reparti, per la mancanza di visibilità, per la pioggia continua. Apparentemente i comandi britannici ritennero che i bombardamenti sarebbero continuati per giorni e che l'attacco non fosse imminente e quindi non impiegarono la propria artiglieria per colpire le zone di concentramento del nemico.
Alle ore 20:15 l'artiglieria giapponese incrementò ancora il fuoco e tutti i 168 cannoni disponibili intervennero contemporaneamente; dopo altri 15 minuti il tiro dei cannoni venne spostato dalla linea costiera e diretto contro le retrovie e i posti di comando britannici. Il generale Yamashita concentrò sedici battaglioni, rinforzati da altri cinque battaglioni di riserva per attaccare i tre battaglioni australiani della 22ª Brigata del generale Harold B. Taylor, ottenendo una superiorità locale decisiva; la 5ª e la 18ª Divisione avevano a disposizione ognuna circa 150 imbarcazioni, tra barche smontabili e natanti corazzati, non mancarono gruppi di soldati giapponesi che attraversarono a nuoto. Complessivamente furono trasportati nella prima ondata 4 000 soldati giapponesi che entrarono in azione subito contro i meno di 3 000 difensori. Nell'oscurità della notte piovosa, rischiarata solo dai bagliori degli incendi dei serbatoi di Kranij, gli australiani individuarono le imbarcazioni nemiche quando giunsero a 30-50 metri dalla riva ed aprirono il fuoco con le mitragliatrici.

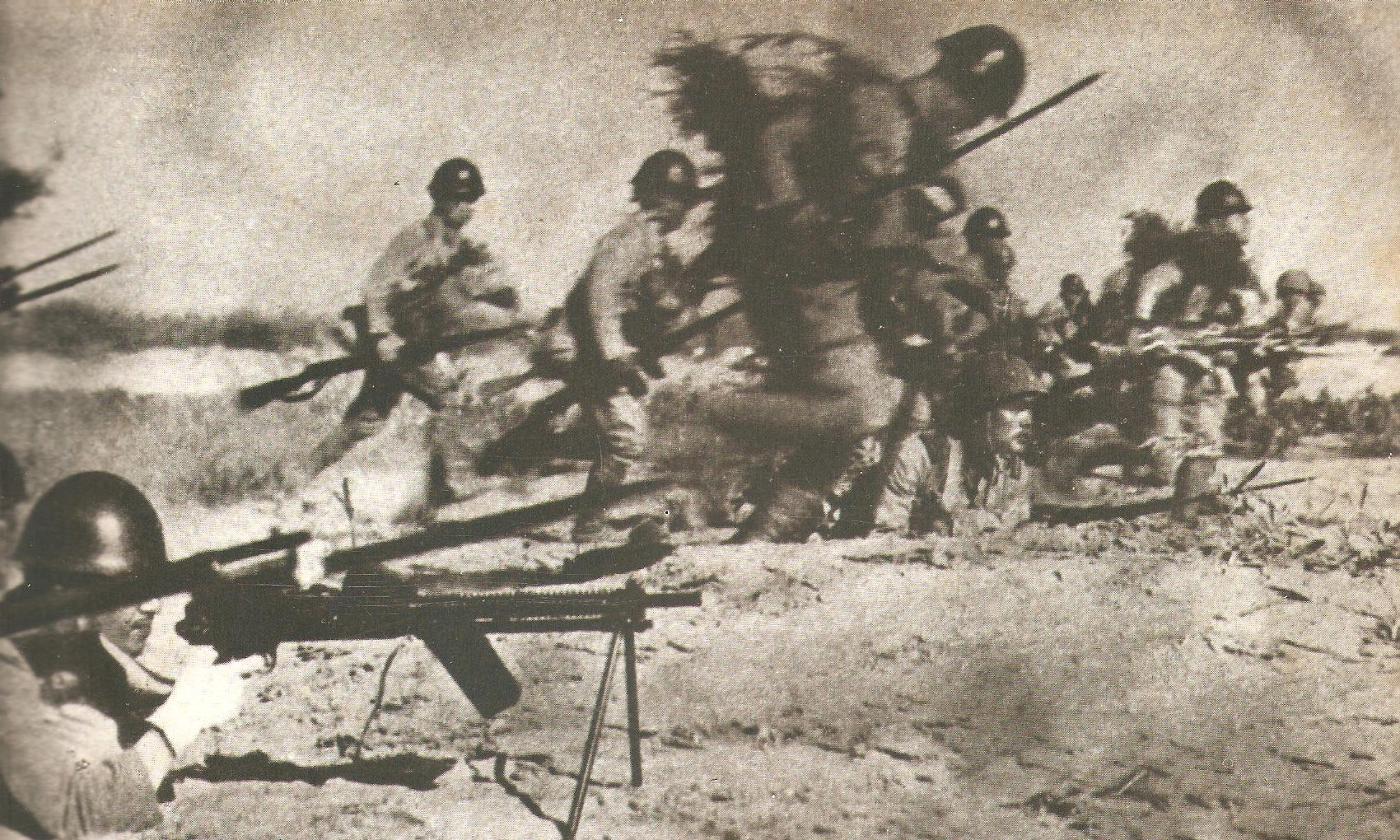
Assalto di fanteria giapponese.

Alcune imbarcazioni furono colpite e affondate dal fuoco delle mitragliatrici pesanti e localmente i giapponesi subirono perdite ma nel complesso l'operazione di attraversamento si svolse con pieno successo; gli australiani combatterono in grave inferiorità numerica, con scarsa visibilità a causa del malfunzionamento dei riflettori e con modesto sostegno dell'artiglieria e dei mortai; quindi vennero superati e sconfitti. I primi soldati giapponesi sbarcarono alle ore 20.45 ed in quindici minuti sbaragliarono due compagnie del 18º reggimento australiano, superarono la costa e iniziarono ad infiltrarsi nella giungla. In altri punti la resistenza australiana fu più aspra, reparti della 5ª Divisione fanteria si aprirono il passo con un attacco alla baionetta contro le compagnie del 20º reggimento. Alle ore 23:30 il generale Taylor comunicò al generale Gordon Bennett, comandante della divisione australiana, che la situazione era difficile e che i giapponesi erano sbarcati e stavano penetrando nell'entroterra.
Dalla sua posizione nel palazzo del sultano dello Johore il generale Yamashita apprese finalmente le favorevoli notizie: la 5ª Divisione fanteria sparò un razzo di segnalazione rosso per indicare che lo sbarco aveva avuto successo e pochi minuti dopo un razzo bianco confermò che anche la 18ª Divisione fanteria era riuscita ad attestarsi sulla riva. La situazione degli australiani peggiorò nella notte, tra le ore 1 e 3 i tre battaglioni della 22ª Brigata iniziarono a ripiegare, secondo gli ordini del generale Taylor, abbandonando le posizioni sulla costa; la manovra era difficile e una parte delle truppe venne dispersa dai soldati giapponesi in avanzata, altri reparti riuscirono a ritirarsi verso il piccolo villaggio di Ama Keng per coprire l'aeroporto di Tengah. Alle ore 4:00 il generale Yamashita, che si era trasferito sullo stretto per controllare l'imbarco degli ultimi reparti della 5ª Divisione, ordinò di attaccare al più presto le nuove posizioni australiane; complessivamente durante la notte sbarcarono oltre 13 000 soldati giapponesi ed altri 12 000 dopo l'alba del 9 febbraio.
Nel primo mattino del 9 febbraio la situazione dei reparti della 22ª Brigata continuò a peggiorare; i resti del battaglione del 18º reggimento furono subito attaccati ad Ama Keng all'alba e i giapponesi occuparono il villaggio dopo aspri scontri, gli australiani superstiti ripiegarono verso l'aeroporto di Tengah dove arrivarono, alle ore 10:00, anche i resti del battaglione del 19º reggimento che erano stati circondati dal nemico. Il battaglione del 20º reggimento combatté meglio e riuscì a ritirarsi in ordine fino alla nuova posizione di Bulim, a ovest di Bukit Panjong. I reparti australiani, costituiti da soldati giovani ed inesperti, avevano subito pesanti perdite ed erano esausti, gruppi di sbandati si dispersero nella giungla e fuggirono fino ai depositi nelle retrovie, alcuni raggiunsero anche Singapore.
Il generale Gordon Bennett cercò di controllare la situazione e arrestare l'avanzata giapponese con una serie di misure improvvisate; un battaglione del 29° reggimemto, appartenente alla 27ª Brigata fanteria del generale Duncan Maxwell che era schierata sulla destra della 22ª Brigata, venne inviato, per rinforzare lo schieramento del generale Taylor, all'aeroporto di Tengah e contrattaccare. Il movimento si svolse in ritardo e il battaglione giunse solo alle ore 6:00 del mattino del 9 febbraio; invece di contrattaccare verso Ame Keng gli australiani dovettero contrastare subito l'attacco dei giapponesi della 5ª Divisione all'aeroporto.

### Attacco a Bukit Timah

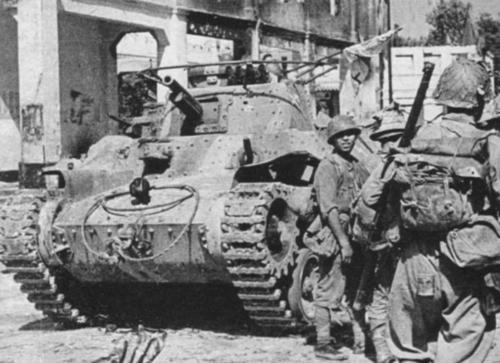
Truppe giapponesi con supporto di carri armati entrano nel villaggio di Bukit Timah.

Nella mattinata del 9 febbraio il generale Percival apprese degli sbarchi giapponesi ma apparentemente continuò a credere che un altro attacco sarebbe stato sferrato contro la parte nordorientale dell'isola; quindi decise di mantenere concentrato il 3º Corpo d'armata del generale Heath a est della diga di Johore e inviò di rinforzo al generale Bennett che era in grande difficoltà solo i due battaglioni della 12ª Brigata indiana del generale Archie Paris, proveniente dalle riserve centrali, che avrebbero dovuto schierarsi nell'area di Bukit Panjang. I pochi caccia Hurricane rimasti cercarono durante la giornata di intralciare l'avanzata giapponese con una serie di incursioni sulla costa e ottennero qualche successo, ma ormai la situazione logistica era disastrosa, anche l'aeroporto di Kallang era fortemente danneggiato ed il generale Percival autorizzò il Air Vice-Marshall Pulford ad abbandonare l'isola e trasferire gli ultimi aerei a Sumatra.
Il mattino del 9 febbraio le truppe britanniche cercarono di organizzare una nuova linea difensiva per bloccare l'avanzata giapponese; la manovra si svolse nella confusione e tra accesi contrasti tra i generali comandanti. Invece di contrattaccare, come richiesto dal generale Bennett, il comandante della 22ª Brigata, generale Taylor, esausto e vicino ad un crollo nervoso, decise di ripiegare sulla cosiddetta "linea Kranij-Jurong", compresa da nord a sud tra il corso di questi due fiumi. Egli propose inoltre al generale Paris, comandante della 12ª Brigata appena arrivata, di schierarsi a nord delle sue truppe e prolungare la linea difensiva, inoltre anche la 44ª Brigata indiana del generale G.C. Ballantine, ancora in posizione sulla costa sud-occidentale, avrebbe dovuto ripiegare. Il generale Bennett si dimostrò fortemente contrario a questo movimento di ritirata ma il generale Percival arrivò nel pomeriggio del 9 febbraio al quartier generale del comandante australiano e, dopo avere evidenziato la grande importanza di salvaguardare i depositi di equipaggiamenti e carburante di Kranij e Bukit Timah, approvò le proposte di Taylor e ordinò il ripiegamento sulla "linea Kranij-Jurong".

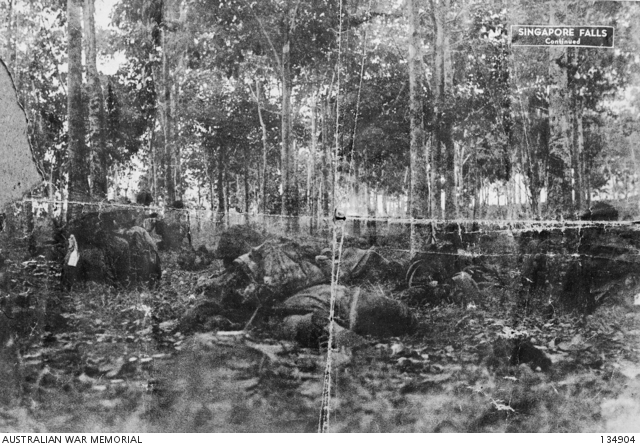
Fanteria giapponese in azione nella collina di Bukit Timah.

Nel tardo pomeriggio del 9 febbraio le forze giapponesi ottennero nuovi importanti successi e la situazione dei britannici divenne ancor più difficile; la 5ª Divisione fanteria raggiunse e occupò l'aeroporto di Tengah che venne precipitosamente abbandonato dagli australiani, mentre a nord, nell'area della diga di Johore, anche i soldati della divisione della Guardia Imperiale del generale Nishimura passarono all'attacco alle ore 19:30 e iniziarono ad attraversare lo stretto su mezzi da sbarco radunati alla foce del fiume Skudai. Questo settore era difeso dai due battaglioni della 27ª Brigata australiana del generale Maxwell che tuttavia, preoccupato soprattutto della minacciosa avanzata dei giapponesi da ovest, aveva già iniziato a pianificare una ritirata dalla diga e non prestò grande attenzione ad un possibile attacco da nord anche se dal mattino era in corso un violento bombardamento di artiglieria nemico attraverso lo stretto. L'attacco della Guardia imperiale fu duramente contrastato dai difensori e i giapponesi subirono perdite rilevanti; tuttavia riuscirono a conquistare un punto d'appoggio ad ovest della diga. A mezzanotte del 9 febbraio gli australiani avevano ripiegato di 300 metri ma ancora trattenevano il nemico, ma alle ore 4:00 il generale Maxwell ordinò la ritirata e quindi la diga venne abbandonata e la brigata arretrò fino a Bukit Mandai lungo la Woodlands Road. Nel frattempo il generale Yamashita era sbarcato sull'isola di Singapore e aveva stabilito il suo posto di comando a nord dell'aeroporto di Tengah, dove apprese, all'alba del 10 febbraio, che l'attacco della Guardia imperiale era stato respinto; ben presto invece divenne chiaro che al contrario i soldati giapponesi avevano superato la diga e che gli australiani avevano abbandonato il campo e si erano ritirati verso sud.
Durante la giornata del 10 febbraio anche la improvvisata "linea Kranij-Jurong" venne abbandonato dopo limitati combattimenti a causa soprattutto di una serie di errori di comando e della disorganizzazione tra le truppe britanniche; il generale Percival apprese solo alle 5:00 del mattino della ritirata della 27ª Brigata australiana dal settore della diga. Alle ore 7:30 i giapponesi attaccarono in forze la 12ª Brigata indiana e gli anglo-indiani furono costretti a ripiegare verso Bukit Panjong, abbandonando la parte settentrionale della linea difensiva; nelle ore successive il generale Paris, comandante della brigata, continuò la ritirata fino al villaggio. Alle ore 9:00 il generale Taylor, sulla base di un'errata comprensioni delle disposizioni del generale Percival per costituire preventivamente una posizione arretrata su cui organizzare eventualmente un'ultima resistenza, ordinò un'ulteriore ritirata della 22ª Brigata fino al villaggio di Bukit Timah. Infine la linea crollò anche nel settore meridionale sul fiume Jurong quando il generale Ballantine ripiegò a sua volta verso est con la 44ª Brigata indiana.
Il generale Percival cercò di organizzare un nuovo schieramento e di proteggere la parte centrale dell'isola; egli ordinò quindi al generale Maxwell di collegarsi sulla sua destra con la 11ª Divisione indiana del generale Key e di coprire il villaggio di Mandai che sbarrava la strada per Nee Soon. Inoltre costituì la cosiddetta "Tomforce" al comando del tenente colonnello Thomas con tre battaglioni trasferiti dal 3º Corpo d'armata del generale Heath, ancora fermo nel settore nord-orientale dell'isola, per rafforzare lo schieramento di Bennett. Nel frattempo il generale Taylor doveva difendere Bukit Timah, ed anche contrattaccare, con i resti dei suoi tre battaglioni e con una forza improvvisata al comando del colonnello Boyes, denominata "battaglione X".

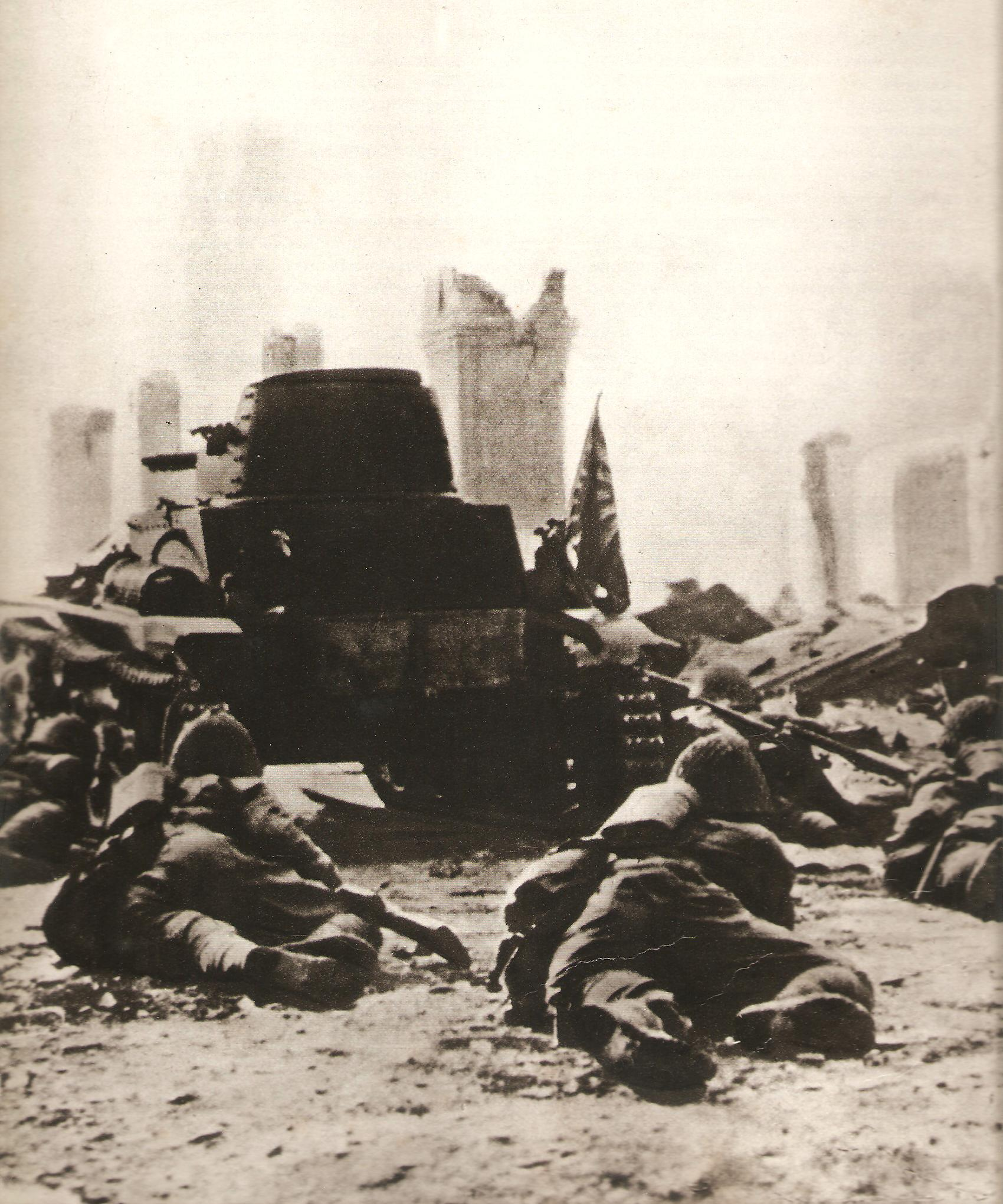
I soldati giapponesi avanzano sotto la copertura dei carri armati.

Le forze giapponesi sbarcate sull'isola mancavano di artiglieria pesante e avevano notevoli difficoltà logistiche, tuttavia il comando della XXV Armata decise ugualmente di sfruttare la situazione e la confusione dell'avversario e avanzare subito verso il centro dell'isola dove erano i quartieri residenziali occidentali, dominati a 163 metri di altezza dalle alture strategiche di Bukit Timah. Il 10 febbraio quindi il generale Yamashita concentrò la 5ª Divisione del generale Matsui, rafforzata da reparti di carri armati intorno all'aeroporto di Tengah, mentre la 18ª Divisione si concentrò sulla Jurong Road; il generale giapponese decise di effettuare una marcia forzata notturna per raggiungere all'alba le alture di Bukit Timah e attaccarle di sorpresa con una manovra da nord della 5ª Divisione che sarebbe passata attraverso il villaggio di Bukit Panjang e da ovest della 18ª Divisione fanteria.
Alle ore 3:00 la fanteria giapponese della 18ª Divisione al comando del generale Mutagushi, avanzando lungo la Jurong Road, arrivò di sorpresa a contatto con i reparti del tutto impreparati del "battaglione X" che, al comando del colonnello Boyes, costituivano l'avanguardia della 22ª Brigata australiana. Colti di sorpresa, gli australiani furono sbaragliati e i giapponesi conquistarono la posizione con un assalto alla baionetta nell'oscurità della notte rischiarata dalle fiamme di un deposito di carburante incendiato. Anche altri due battaglioni della 22ª Brigata del generale Taylor furono travolti. L'attacco frontale dei soldati giapponesi alla collina di Bukit Timah si svolse in un'atmosfera drammatica nel corso di una tempesta con venti fortissimi e tuoni; senza farsi sconcertare, la fanteria della 18ª Divisione sfruttò le difficoltà ambientali per avanzare senza essere individuata mentre i soldati australiani rimasero bloccati nei loro ripari e furono sorpresi a distanza ravvicinata.
Contemporaneamente anche la 5ª Divisione fanteria del generale Matsui avanzò nella notte lungo la Choa Chu Kang Road contro la 12ª Brigata indiana; i soldati giapponesi respinsero il battaglione indiano del 19° Hyderabad e attaccarono nella notte, con il rinforzo di un gruppo di 40 carri armati, le linee del 29º reggimento australiano che sbarrava la strada per Bukit Panjang. Gli australiani respinsero i primi attacchi e distrussero tre carri, ma furono rapidamente costretti a ripiegare abbandonando la posizione; i giapponesi poterono avanzare lungo la Upper Bukit Timah Road in direzione del villaggio di Bukit Timah. Due deboli tentativi di bloccare la marcia nemica da parte di elementi del reggimento britannico Plymouth Argyll lungo la strada ed all'entrata del villaggio furono superati e i soldati giapponesi della 5ª Divisione a mezzanotte dell'11 febbraio occuparono Bukit Timah.
Dalla posizione dominante sulla collina di Bukit Timah le truppe giapponesi erano ora in vista del loro ultimo obiettivo: nella piana di Singapore si estendevano i quartieri occidentali, con prati, bungalow, campi da golf e da cricket, fattorie, ippodromi; sulla sinistra erano le due grandi riserve d'acqua dolce MacRitchie e Peirce, di grande importanza per il sostentamento della popolazione della città, l'estesa area urbana era raggiunta dalla Bukit Timah Road e dalla Holland Road che convergevano nella Orchand Road dentro Singapore.

### Crollo delle difese britanniche

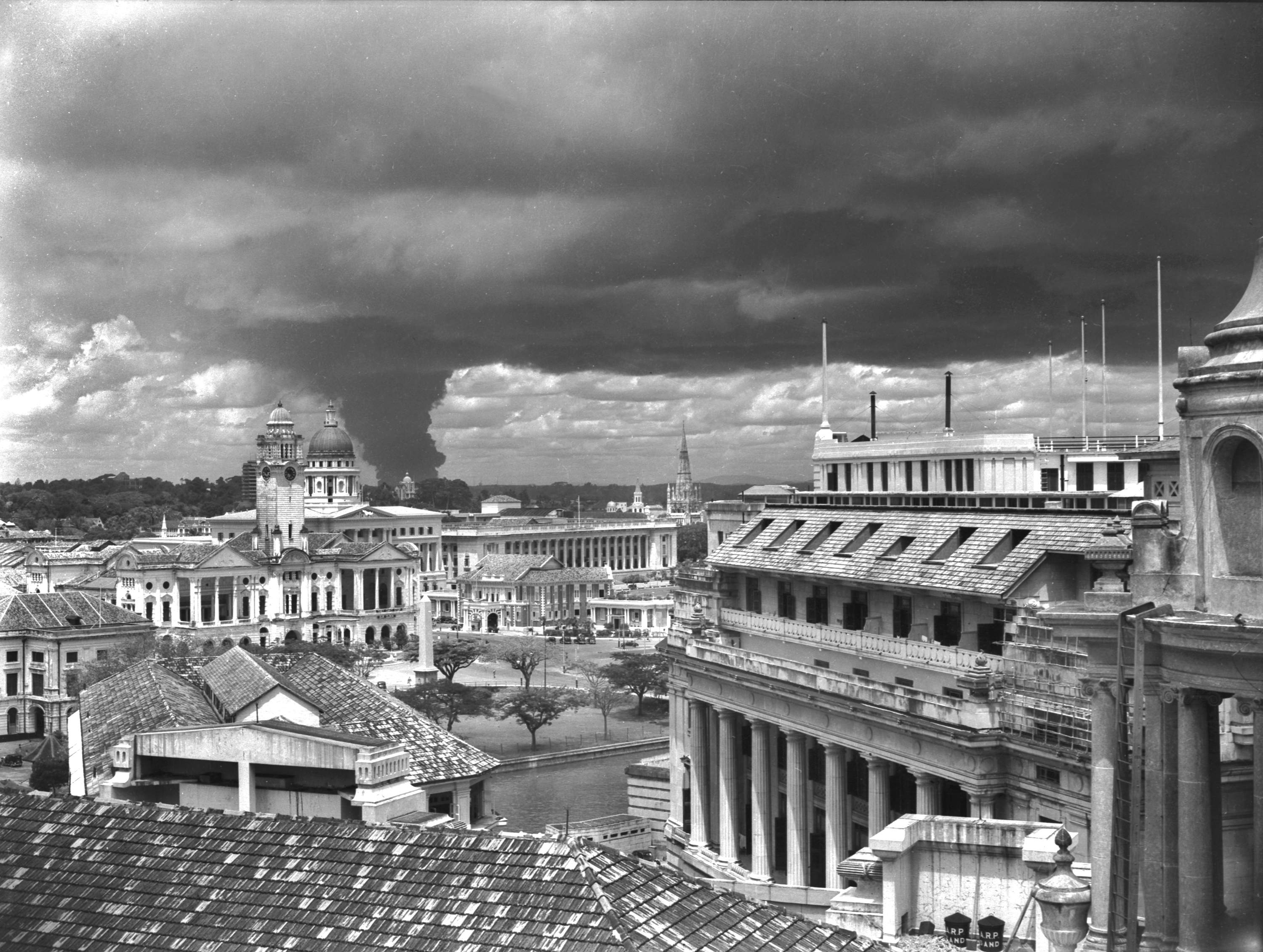
Il fumo degli incendi nella città di Singapore.

Il generale Percival aveva comunicato il 9 febbraio al generale Wavell l'andamento sfavorevole della battaglia: il nemico era riuscito a sbarcare e aveva conquistato l'aeroporto di Tengah, le forze australiane avevano subito gravi perdite, la situazione era "indubbiamente seria"; il generale Wavell decise di recarsi sul posto e il 10 febbraio raggiunse Singapore dove osservò personalmente lo scadimento del morale e la disorganizzazione delle difese; il comandante in capo del ABDA, già scettico sull'esito della battaglia, si convinse dell'impossibilità di prolungare la resistenza e manifestò pessimismo. Al contrario a Londra il primo ministro Churchill dopo aver appreso le cattive notizie, esortò, con una comunicazione del 10 febbraio al generale Wavell, a prolungare al massimo la resistenza, parlando in modo enfatico di "battaglia all'ultimo sangue", di proseguire il combattimento "ad ogni costo senza risparmiare militari e civili", di estremo sacrificio dei generali, di "onore dell'impero e dell'esercito britannico" e di occasione di "entrare nella storia". Motivata in parte da ragioni di prestigio e di orgoglio imperiale, l'eloquenza del Primo Ministro non convinse il generale Wavell che replicò in tono asciutto e realistico l'11 febbraio, dopo essere rientrato a Giava dal suo soggiorno di 24 ore a Singapore.

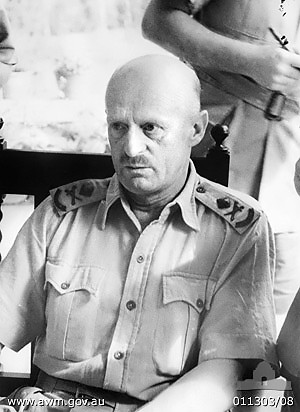
Il generale Gordon Bennett, comandante delle truppe australiane a Singapore.

Il comandante in capo britannico confermò che la situazione generale appariva compromessa e che le forze del generale Percival, pur superiori numericamente, erano disorganizzate e moralmente scosse; infine il generale Wavell, dopo aver comunicato a Churchill di aver inviato al comando di Singapore l'ordine di resistere secondo le indicazioni del Primo Ministro, rendeva noto di aver subito un incidente alla schiena per una caduta accidentale e che quindi doveva rimanere in ospedale a Giava per alcune settimane.
Nonostante le esortazioni di Churchill e Wavell, le difese britanniche di Singapore si stavano disgregando; gli incitamenti dei capi politico-militari non galvanizzarono la resistenza, al contrario paralizzarono e irritarono gli ufficiali ed i soldati abbandonati in una situazione senza speranza con la prospettiva della morte o della prigionia. Si verificarono le prime manifestazioni di disintegrazione tra le truppe, gruppi di disertori rifluirono verso la città per trovare scampo, sbandati saccheggiarono alcune zone commerciali; a Singapore, devastata dagli incendi, la situazione stava diventando drammatica: i cadaveri rimanevano abbandonati nelle strade, mentre le condizioni della popolazione degradarono rapidamente a causa della mancanza d'acqua, della stanchezza e della paura per l'arrivo dei giapponesi, di cui si temevano violenze brutali come a Nanchino.

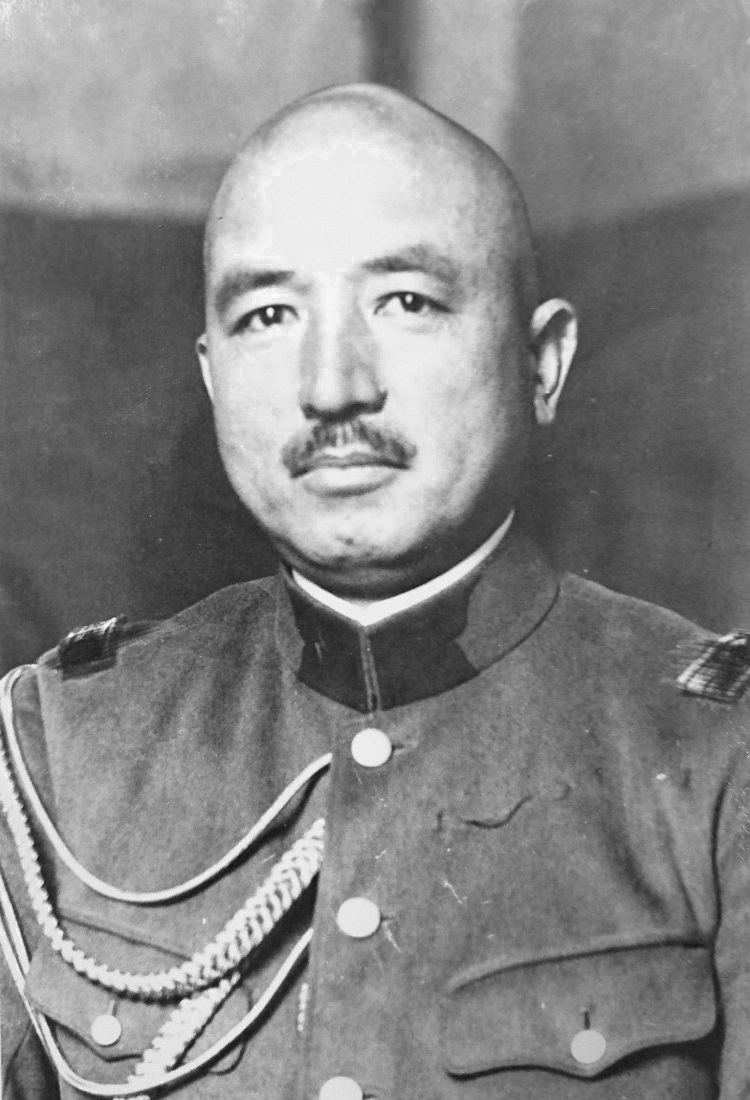
Il generale Renya Mutaguchi, comandante della 18ª Divisione fanteria giapponese a Singapore.

Il giorno 11 febbraio dopo la perdita di Bukit Timah il generale Percival cercò di coprire le importanti riserve d'acqua MacRitchie con la cosiddetta "Massey Force", un raggruppamento di circostanza inviato dal 3º Corpo d'armata del generale Heath, al comando del generale Tim Massey-Beresford; una nuova linea difensiva venne costituita con la 22ª Brigata australiana, il II battaglione dei Gordon Highlanders e la 44ª Brigata indiana lungo la Reformatory Road, e nel pomeriggio il primo attacco giapponese venne respinto dagli australiani nonostante il fuoco d'artiglieria e i bombardamenti aerei del nemico. Nel corso della giornata il generale Yamashita aveva inviato una lettera al comandante britannico per invitarlo alla resa, ma Percival non diede alcuna risposta al messaggio che era stato lanciato con un contenitore da un aereo giapponese.
Il mattino del 12 febbraio le truppe giapponesi ripresero gli attacchi contro il fianco occidentale del nuovo schieramento britannico; la divisione della Guardia imperiale attaccò verso Nee Soon e mise in difficoltà i reparti indiani della 11ª Divisione del generale Key; le linee sembrarono sul punto di cedere ma infine l'intervento di rinforzi Gurkha e di artiglieria di riserva e la tenace resistenza di alcune formazioni riuscì ad impedire uno sfondamento definitivo. Più a sud le altre due divisioni giapponesi attaccarono lungo la Bukit Timah Road e raggiunsero la Chinese High School prima di essere fermati; in questo settore la 22ª Brigata australiana, passata al comando del colonnello Arthur Varley, organizzò un'ostinata resistenza e respinse gli attacchi per l'intera giornata.
Nel frattempo però il generale Percival, dopo essersi consultato con il comandante del 3º Corpo d'armata, generale Heath, aveva preso la decisione di organizzare nella notte un ultimo ripiegamento fino alla linea difensiva finale intorno alla città in un perimetro di 28 miglia di ampiezza. Il piano prevedeva la ritirata della 18ª Divisione fanteria del generale Beckwith-Smith che avrebbe abbandonato le sue posizioni costiere e si sarebbe schierata a destra della 11ª Divisione indiana dalle riserve d'acqua, dove era già in posizione la 53ª Brigata, fino a collegarsi con le truppe del settore meridionale del generale Simmons attraverso Paya Lebar e Kallang. Le grandi batterie di Changi furono abbandonate e le truppe giapponesi appresero dalle enormi esplosioni ascoltate in lontananza sulla loro sinistra della distruzione delle postazioni di fuoco. Anche gli australiani, che si erano battuti coraggiosamente nella giornata del 12 febbraio, si ritirarono nella notte sull'ultima posizione a Tanglin dove si collegarono sulla sinistra con la 44ª Brigata indiana e con la 1ª Brigata malese che sbarrava la strada costiera.
Il giorno 13 febbraio le truppe britanniche riuscirono a concludere con successo la manovra di ripiegamento e a consolidare le loro posizioni; i primi attacchi giapponesi non ottennero risultati e sulla costa meridionale le truppe malesi difesero ostinatamente la collina di Pasir Panjang respingendo la 18ª Divisione giapponese che aveva attaccato dopo un pesante bombardamento d'artiglieria. Nella stessa giornata venne attuato dal comando britannico il piano già predisposto di evacuazione da Singapore di circa 3 000 persone tra tecnici, ufficiali di stato maggiore, infermiere e altro personale esuberante; partirono anche il Air Vice-Marshall Pulford ed il contrammiraglio Ernest Spooner, comandante delle forze navali. Le squadre navali giapponesi intercettarono le piccole imbarcazioni che trasportavano i soldati e molte furono distrutte o catturate; Pulford e Spooner naufragarono su una piccola isola insieme a 45 compagni, dove, in preda alle privazioni e alle malattie, entrambi morirono entro aprile.

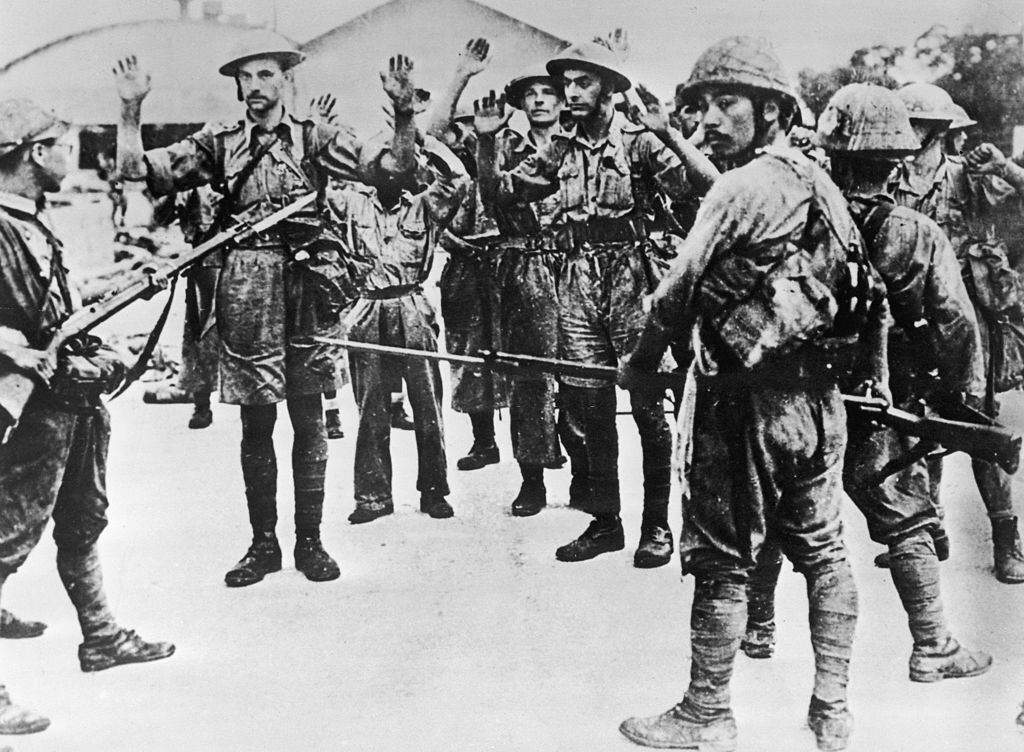
Alcuni soldati britannici catturati dai giapponesi.

Nonostante i continui successi il generale Yamashita non era privo di preoccupazioni; consapevole di non disporre dei soldati e dell'artiglieria pesante necessari per sostenere un eventuale lungo assedio, temeva che i britannici organizzassero una difesa prolungata intorno a Singapore e che si preparassero ad una battaglia ad oltranza all'interno dell'area urbana. Ipotizzava inoltre che il nemico avrebbe potuto rafforzare la guarnigione con l'arrivo via mare di altre truppe. Il comandante giapponese era quindi impaziente di accelerare le operazioni e di concludere subito la battaglia. Dopo aver allertato le forze aeree e navali giapponesi sul possibile arrivo di nuove forze nemiche, organizzò un nuovo piano d'attacco da nord, con la divisione della Guardia imperiale del generale Nishimura che avrebbe aggirato la riserva MacRitchie e marciato lungo la Bradell Road, e da sud, lungo la costa, dove avrebbe attaccato la 18ª Divisione del generale Mutaguchi in direzione della caserma Alexandra.
I combattimenti del 14 febbraio furono molto violenti; precedute da pesante fuoco di artiglieria, i soldati giapponesi attaccarono tutti i settori del perimetro difensivo finale di Singapore. Sulla costa i soldati del reggimento malese continuarono a battersi validamente pur ripiegando lentamente lungo la costa verso il porto sulla cresta di Pasir Panjong; sul fronte settentrionale la 53ª Brigata di fanteria britannica fu costretta a ritirarsi lungo la Thompson Road e prese posizione a nord della Bradell Road, mentre anche la 54ª e la 55ª Brigata fanteria della 18ª Divisione britannica furono ugualmente sottoposti a duri attacchi. Nel primo pomeriggio i fanti giapponesi della 18ª Divisione del generale Mutaguchi sopraffecero finalmente la resistenza del reggimento malese e del Loyal Regiment e avanzarono lungo la costa dove raggiunsero alle ore 13.40 l'ospedale militare Alexandra. I soldati giapponesi attaccarono brutalmente a colpi di baionetta il personale dell'ospedale che intendeva arrendersi, e uccisero anche una parte dei feriti e dei malati; oltre 250 soldati britannici furono uccisi all'arma bianca mentre altre centinaia furono radunati in un piccolo edificio vicino all'ospedale in condizioni di estremo disagio e in parte metodicamente fucilati il giorno seguente. La brutale violenza dispiegata dai soldati giapponesi, diretta dal capo ufficio operazioni dell'armata, colonnello Tsuji, dava dimostrazione ai generali britannici della spietata combattività dei soldati del Sol Levante e faceva temere ulteriori massacri in caso di prolungamento della resistenza e di rifiuto di arrendersi.

### Resa del generale Percival

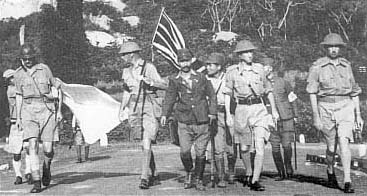
Il generale britannico Arthur Percival, ultimo a destra nella foto, si appresta a negoziare la capitolazione delle sue truppe a Singapore (15 febbraio 1942).

Di fronte all'imminente cedimento definitivo delle difese il comando britannico stava procedendo ad attuare il programma di demolizioni sistematiche preparato nell'eventualità più disastrosa; vennero quindi distrutti i cannoni pesanti e campali, quelli contraerei, i depositi e la documentazione segreta; le grandi riserve di benzina avio furono incendiati. Fin dal 13 febbraio il contrammiraglio Spooner aveva ordinato di distruggere i depositi di carburante sull'isola Blakang Mati a sud del porto di Singapore. La distruzione della base navale venne invece messa in atto solo parzialmente; il bacino galleggiante fu affondato e le pompe vennero demolite ma, nonostante ordini precisi, alcuni programmi di distruzione, a causa della fretta e della confusione, non vennero attuati.
Negli ultimi giorni della battaglia il generale Wavell e il generale Percival si scambiarono una serie di messaggi sempre più drammatici; il 13 febbraio il comandante in capo dell'ABDA scrisse ancora di necessità di "combattere fino alla fine, come state facendo" e il 14 febbraio ribadì che le truppe britanniche dovevano "continuare ad infliggere il massimo danno al nemico per il più lungo tempo possibile, combattendo se necessario casa per casa"; ma nella sua replica il generale Percival, dopo aver illustrato la situazione senza speranza e l'impossibilità sia di difendersi sia di contrattaccare, scrisse che "in queste condizioni è improbabile che la resistenza possa durare più di un giorno o due" e che "sarebbe arrivato il momento in cui un ulteriore spargimento di sangue non sarà di alcuna utilità", egli quindi richiedeva "più ampi poteri discrezionali".

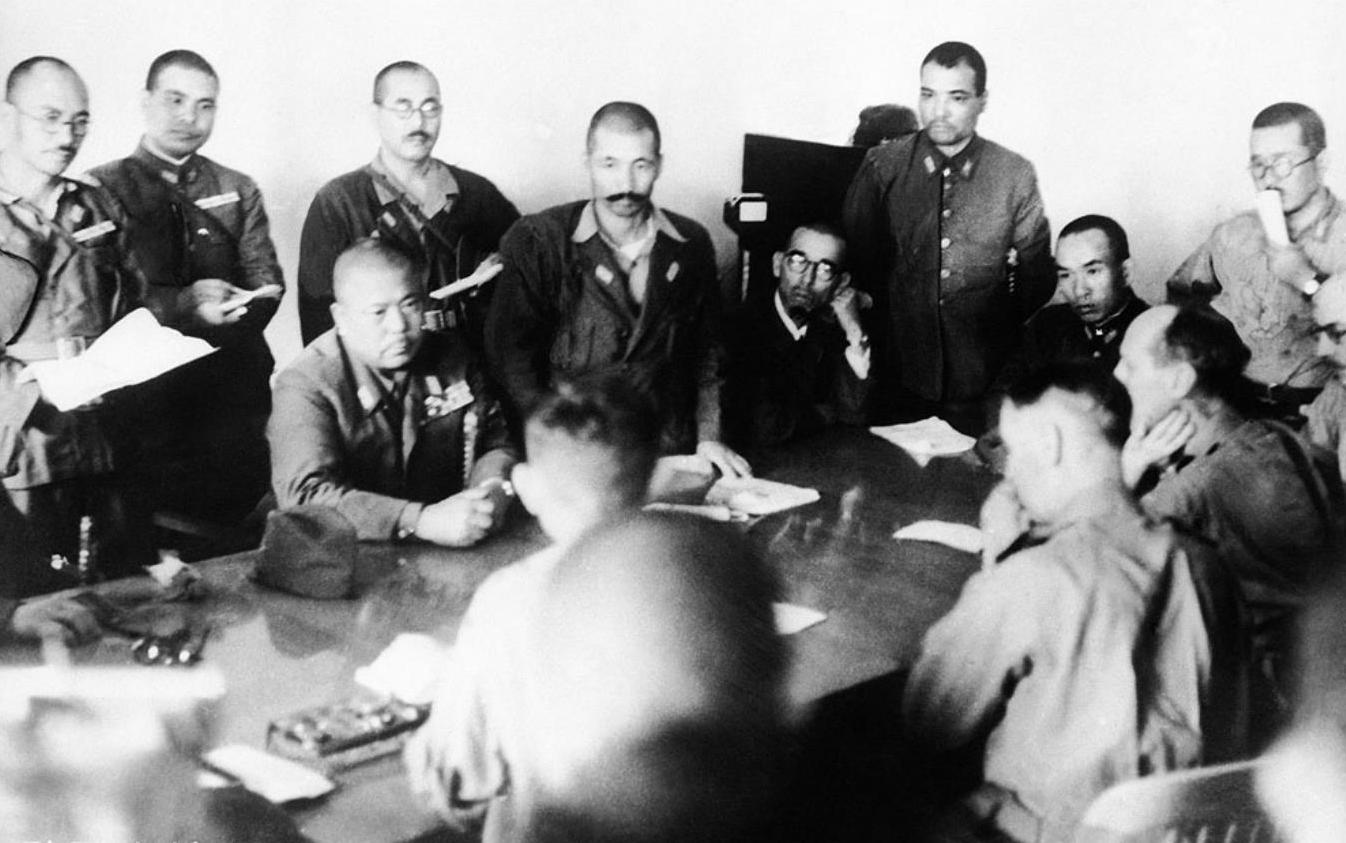
Il generale Yamashita, seduto al centro con alla sua sinistra in piedi con i baffi il colonnello Sugita, e il generale Percival, di spalle, discutono i termini della resa britannica.

Il generale Wavell, dopo aver ricevuto la pessimistica comunicazione di Percival, riferì a Churchill che la fine della battaglia era imminente e che era "improbabile che la resistenza duri ancora a lungo"; a questo punto anche il Primo Ministro si rassegnò alla sconfitta e, dopo aver consultato i capi di stato maggiore, rinunciò ai suoi piani di battaglia ad oltranza e scrisse a Wavell che "voi siete l'unico giudice del momento in cui non si potrà più ottenere alcun risultato a Singapore" e che si dovevano dare al generale Percival "le istruzioni del caso". Il mattino del 15 febbraio il comandante in capo britannico quindi comunicò a Percival che, dopo aver effettuato tutte le demolizioni e dopo aver autorizzato tentativi di fuga con ogni mezzo dalla città, egli, quando fosse stato convinto di non poter continuare la battaglia, "poteva cessare la resistenza". Wavell terminava ringraziando il comandante di Singapore e i suoi soldati per "i generosi sforzi degli ultimi giorni"; il generale Percival concluse la triste corrispondenza con un ultimo messaggio in cui confermava che era nell'impossibilità di "combattere più a lungo" e affermava che "tutti i soldati hanno fatto del loro meglio".
Il mattino del 15 febbraio il generale Percival riunì per un'ultima conferenza a Fort Canning, il quartier generale posto al centro di Singapore, i suoi comandanti subordinati; in un'atmosfera lugubre, con un caldo soffocante, le finestre ostruite con sacchetti di sabbia e il fumo degli incendi ristagnante intorno all'edificio, i generali discussero la situazione e le decisioni da prendere. Il quadro delineato da Percival era pessimo: i viveri, dopo la caduta in mano giapponese dei grandi depositi al centro dell'isola, si sarebbero esauriti entro pochi giorni, le munizioni di artiglieria ed il carburante erano molto scarse, l'acqua sarebbe bastata solo per altre ventiquattro ore, bisognava temere anche il diffondersi della peste; le uniche alternative possibili erano o un contrattacco per cercare di riconquistare i depositi di viveri e acqua o la resa. Tutti gli ufficiali presenti, compresi i generali Heath, Bennett e Simmons convennero che un contrattacco era impossibile; inoltre la situazione era ancor più grave a causa dei segni di logoramento delle truppe britanniche della 18ª Divisione fanteria che avevano ceduto alcune posizioni sulla cresta del Mount Pleasant; il generale Heath si pronunciò fortemente per la resa; dopo qualche resistenza il generale Percival si rassegnò e comunicò che avrebbe chiesto al nemico un cessate il fuoco per le ore 16.00.
Quindi nel primo pomeriggio il maggiore Cyril Wild, il generale di brigata T.K. Newbigging e il segretario coloniale Hugh Fraser si diressero su un automezzo scoperto lungo la Bukit Timah Road per entrare in contatto con le prime linee giapponesi della 5ª Divisione fanteria; raggiunta la linea del fronte i tre ufficiali percorsero 600 metri a piedi portando una bandiera bianca e una bandiera britannica. Dopo essere stati bloccati da una pattuglia nipponica, si incontrarono dopo un'ora con il baffuto colonnello Ichij Sugita che richiese a nome del generale Yamashita che il generale Percival si recasse di persona al quartier generale dell'armata, alla fabbrica della Ford di Bukit Timah, per discutere i termini della resa.
Alle ore 16:00 il generale Percival si recò a piedi sulle prime linee insieme al maggiore Wild ed ai generali di brigata Newbigging e Torrence che esponevano ancora una volta una bandiera bianca ed una bandiera britannica; l'incontro tra i due comandanti in capo alla fabbrica della Ford di Bukit Timah, alla presenza del colonnello Sugita, di vari ufficiali e di giornalisti, fotografi e cineoperatori giapponesi, fu breve e teso. Il generale Yamashita richiese bruscamente una resa immediata e senza condizioni, minacciando di sferrare un attacco notturno alle ore 20:00; il generale Percival, dopo qualche resistenza, dovette accettare l'ultimatum del generale giapponese e firmare il documento di resa che stabiliva il cessate il fuoco e la fine dei combattimenti a Singapore a partire dalle ore 20:30 del 15 febbraio 1942.

## Bilancio e conseguenze

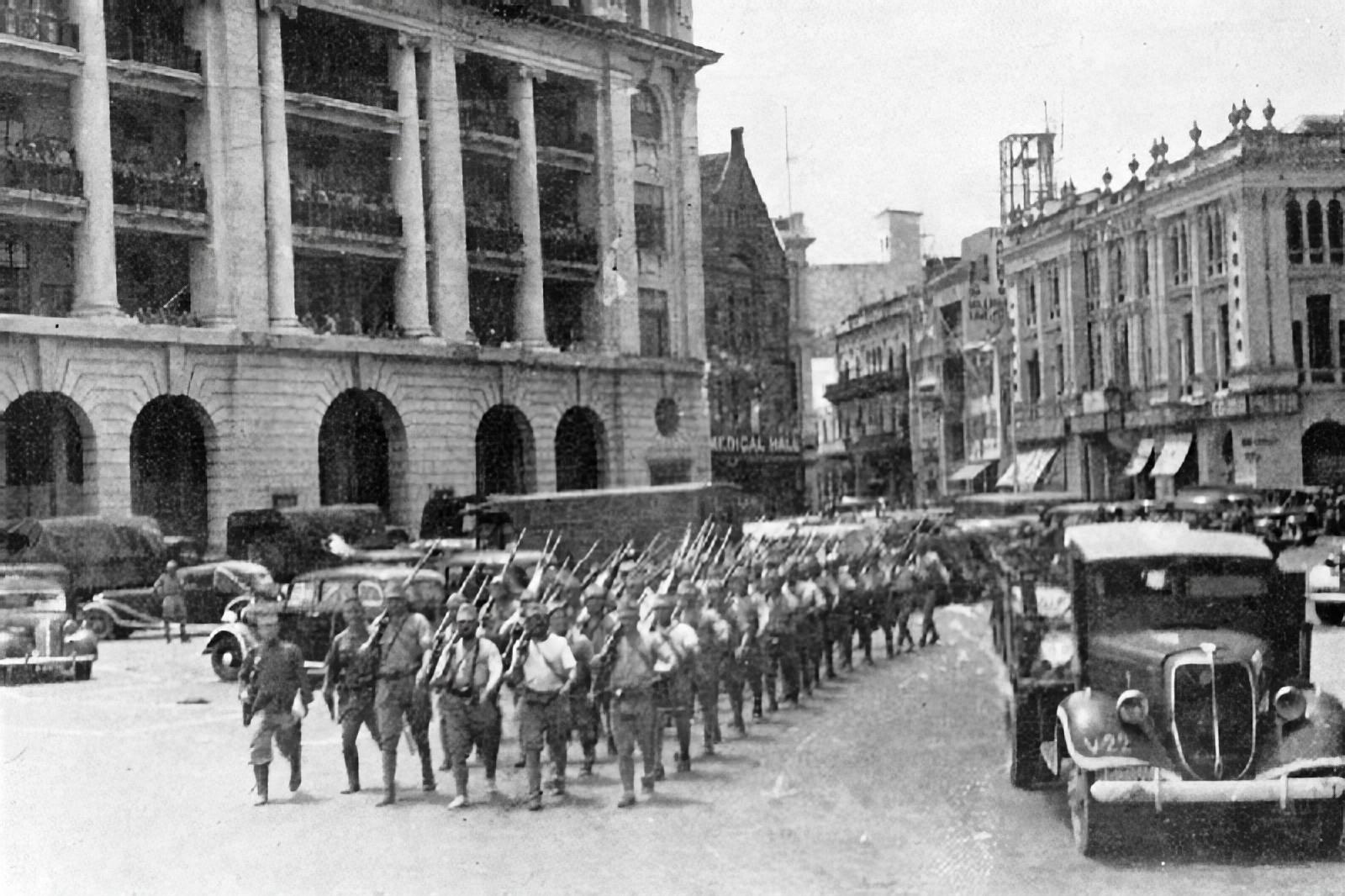
Sfilata delle truppe giapponesi nel centro di Singapore.

Con la resa di Singapore, rinominata poi dai giapponesi Shonan-to, caddero prigionieri oltre 80 000 ufficiali e soldati dell'Impero britannico insieme a grandi quantità di armamenti e materiali. Il destino di questi soldati negli anni successivi fu tragico: esposti a privazioni, brutalità e malattie, oltre il 27% dei prigionieri occidentali sarebbero morti prima della fine della guerra. Circa 16 000 soldati furono raccolti nel campo di Zhangj, presso Singapore, tutti gli altri furono trasferiti, dopo un durissimo viaggio in treno e dopo marce a piedi di notte e nel fango in tappe di dodici ore per 300 chilometri, fino ai campi della ferrovia in costruzione Thailandia-Birmania. Nei cantieri della ferrovia i più resistenti sarebbero sopravvissuti in un regime di lavoro e di vita estremamente duro.
La caduta di Singapore fu un grande disastro militare per i britannici e permise all'esercito giapponese di raggiungere decisive posizioni strategiche che consentirono in tempi brevi di invadere e conquistare con facilità le Indie Olandesi e la Birmania, e dominare tutto il Sud-Est asiatico fino a minacciare l'India e l'Australia. Ancor più rilevanti furono le conseguenze morali e psicologiche della inattesa e rapida caduta della grande base imperiale di cui era stata esaltata per anni l'imprendibilità. Rappresentando la grande sconfitta delle potenze bianche occidentali per mano di una potenza militare asiatica, simboleggiò la fine dell'invincibilità e della superiorità dell'impero britannico. Le conseguenze sul potere e sul prestigio delle potenze occidentali si sarebbero dimostrate durature e irreversibili; anche dopo la fine vittoriosa della guerra, l'impero britannico e le altre potenze coloniali non riconquistarono più il loro potere e i movimenti indipendentistici delle popolazioni locali si giovarono della perdita di prestigio degli occidentali per sviluppare la lotta per la decolonizzazione e l'indipendenza.
Il disastro in Malesia e la caduta di Singapore scatenarono grandi polemiche in Gran Bretagna e attirarono il biasimo su Churchill, ritenuto responsabile politico per aver trascurato di rinforzare adeguatamente la base; anche i comandanti militari vennero aspramente criticati per la loro scarsa energia, per la mancanza di spirito offensivo ed anche per le modalità umilianti della resa finale. Riguardo alle cause della disfatta britannica, il generale Yamashita accusò il pregiudizio razziale e il senso di superiorità dei britannici che impedì di valutare in tempo la temibile efficienza delle sue forze; egli inoltre criticò le esitazioni e la timidezza operativa del generale Percival. Il comandante giapponese rivelò che nella fase finale della battaglia le sue truppe di prima linea, circa 30 000 uomini, erano molto inferiori numericamente alla guarnigione britannica costituita da circa 70 000 soldati combattenti; inoltre la sua artiglieria era rimasta con soli 100 proiettili per ogni cannone, sufficienti solo per poche ore di fuoco; le sue divisioni mancavano di munizioni ed equipaggiamenti. Egli riuscì a ingannare il suo avversario con le minacce e la brutalità e richiese la resa vantando una superiorità di forze che di fatto non aveva.

## Repressione e violenze delle truppe giapponesi a Singapore
Durante la campagna di Malesia e alcuni giorni prima della capitolazione le truppe giapponesi avevano già manifestato una forte carica di aggressività ed occasionalmente si erano verificati episodi di atrocità contro prigionieri, feriti e popolazione locale come all'ospedale militare Alexandra. Fu tuttavia alcuni giorni dopo la caduta della piazzaforte britannica che le forze nipponiche diedero inizio ad una sistematica e preparata opera di repressione e violenza contro la popolazione di Singapore che, essendo principalmente di origine cinese, era ritenuta naturalmente ostile all'Impero del Sol Levante. Dopo alcuni episodi di violenza "esemplare" verso fomentatori di disordini, il cosiddetto sook ching ("pulizia" o "ripulitura" in cinese dialettale) ebbe inizio il 18 febbraio e si prolungò fino al 3 marzo causando almeno 5 000 morti; le uccisioni furono organizzate metodicamente sulla base di liste preparate per tempo dagli agenti della Kempeitai, che erano presenti a Singapore dal 1941, e comunicate al comando militare.

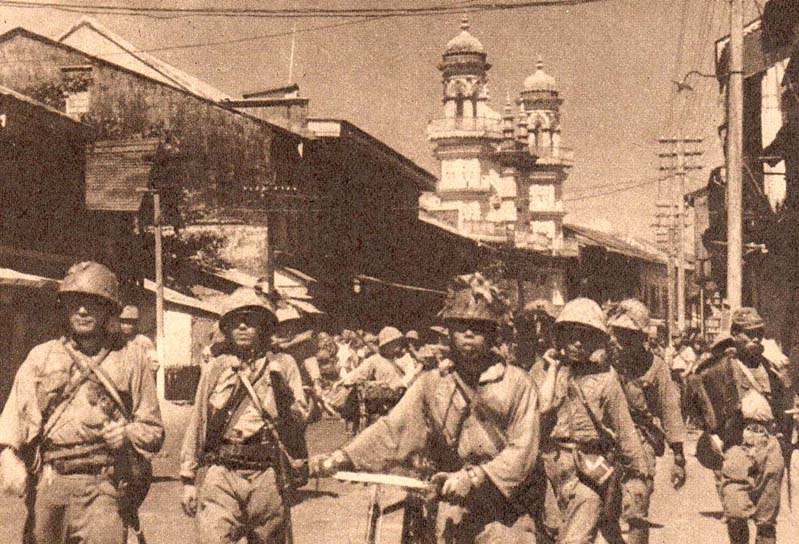
Le truppe giapponesi entrano a Singapore.

Il piano di repressione e annientamento venne progettato dettagliatamente del capo ufficio operazioni della XXV Armata, tenente colonnello Masanobu Tsuji, su ordine diretto del comandante in capo, generale Yamashita, mentre operativamente le operazioni furono dirette dal tenente colonnello Masayuki Oishi, comandante del Gruppo campale n.2 della Kempeitai. I militari giapponesi identificarono cinque categorie di nemici da eliminare in queste operazioni considerate di prevenzione contro opposizione o riottosità da parte di possibili avversari o resistenti: volontari anti-giapponesi, comunisti, membri di società segrete, saccheggiatori ed altri nemici (elementi filo-britannici, membri del Kuomintang). Un regime di terrore venne instaurato tra la popolazione. Tutti i cinesi maschi tra 15 e 50 anni furono ammassati in centri di raccolta primitivi dove furono sottoposti alla fame e alle intemperie per giorni prima della cosiddetta "selezione" che peraltro si effettuò spesso nell'improvvisazione e nella fretta per liberare dai compiti di occupazione e repressione la maggior parte delle truppe necessarie in altri teatri di operazione.
A causa della disorganizzazione e della mancanza di agenti infiltrati e di interpreti tra la popolazione cinese, la selezione fu spesso del tutto arbitraria e basata su facili elementi di riconoscimento per l'individuazione dei presunti nemici; vennero quindi eliminate le persone tatuate, quelli che portavano occhiali (considerati intellettuali comunisti o nazionalisti), studenti, professori, funzionari civili, medici, operai e personale alle dipendenze di occidentali, gli immigrati cinesi appena arrivati. Nei vari campi la selezione si svolse disordinatamente e con procedure ampiamente differenti, anche il numero degli uccisi variò sensibilmente; le procedure di eliminazione si svolsero in modo poco accurato, spesso alla presenza di testimoni, con errori materiali e con tecniche brutali come l'annegamento e le fucilazioni in massa sulle spiagge con le mitragliatrici, come a Zhang Yi.
Il sook ching era diretto ad annientare rapidamente ogni velleità di resistenza della popolazione locale in modo da poter lasciare di guarnigione in Malesia e Singapore solo forze modeste e trasferire i reparti combattenti nelle zone operative; inoltre i massacri rispondevano anche ad una "missione" di vendetta dell'impero del Sol Levante verso la comunità cinese che non aveva accettato il "benevolo" dominio del Giappone ed aveva aiutato finanziariamente la resistenza della Cina all'aggressione del 1937. Le operazioni di terrore e "selezione" tra le comunità cinesi non furono limitare a Singapore ma si estesero anche in tutte le zone urbane della Malesia; le vittime di atrocità e massacri potrebbero aver raggiunto il numero di 20 000; episodi di macabre uccisioni si verificarono anche a Kuala Lampur.